# Aplerbeck
Aplerbeck (niederdeutsch: Abbelbiëk) ist der Statistische Bezirk 41 und zugleich ein Stadtteil im gleichnamigen Stadtbezirk der kreisfreien Großstadt Dortmund.
Er liegt im Südosten der Stadt und grenzt im Norden an Brackel, Neuasseln und Wambel (Stadtbezirk Brackel), im Osten an Sölde, Sölderholz und Lichtendorf, im Süden an die Aplerbecker Mark und im Westen an Berghofen und Schüren. Die Emscher durchfließt den Stadtteil.
Eine überregionale Bekanntheit erlangt Aplerbeck als Standort der LWL-Klinik Dortmund für Psychiatrie und als Heimat des Oberligisten ASC 09 Dortmund.
Zum 31. Dezember 2024 lebten im Stadtteil Aplerbeck, zusammen mit der Mark, 21.660 Einwohner.
Der derzeitige Bezirksbürgermeister Aplerbecks ist Jan Hendrik Gravert (SPD) seit Beginn des Jahres 2023.

## Geographie

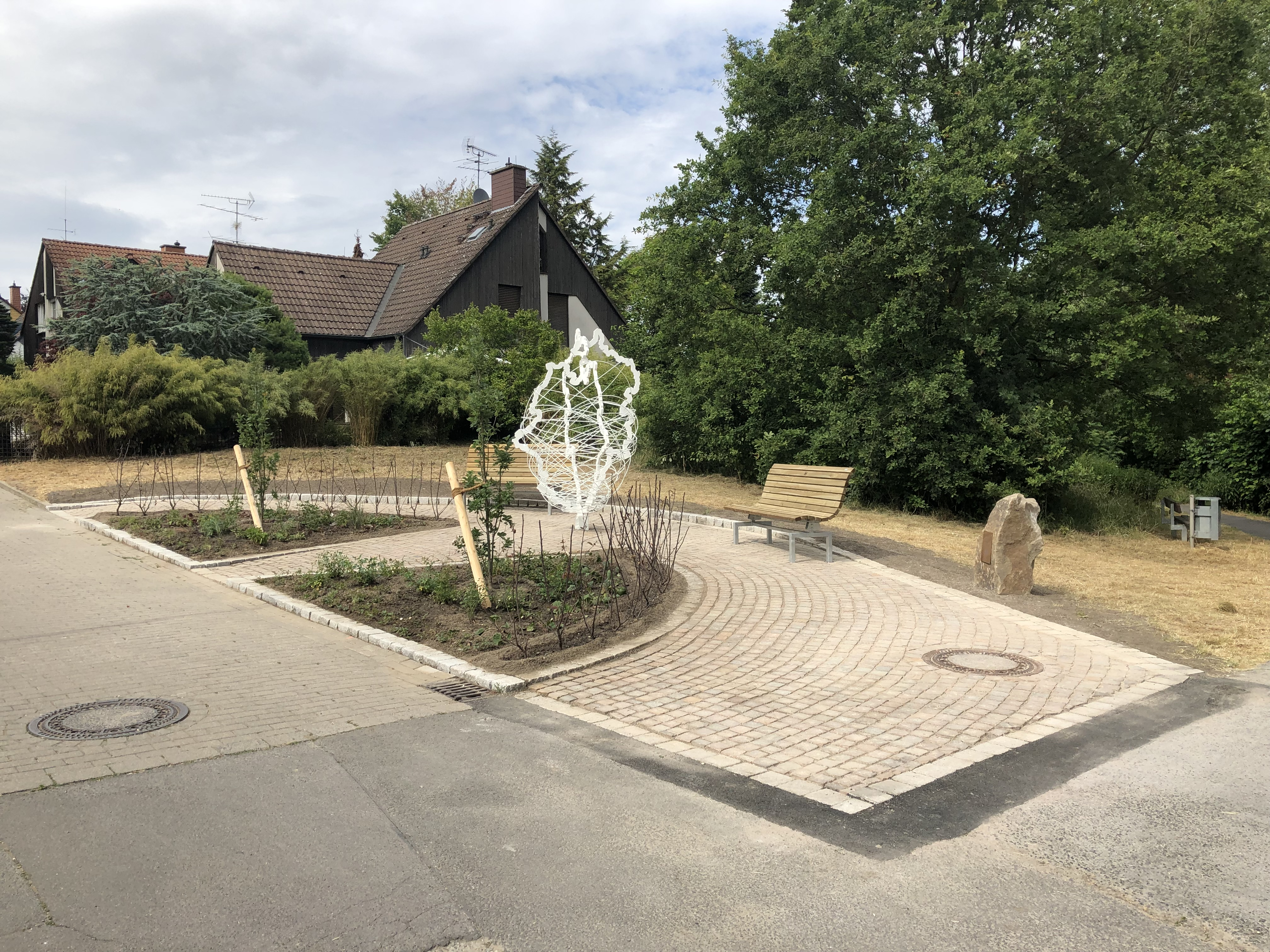
Mittelpunkt des Landes Nordrhein-Westfalen

Der planimetrisch festgestellte geographische Mittelpunkt des Bundeslandes Nordrhein-Westfalen liegt im Süden von Dortmund-Aplerbeck im Nathebachtal an der Gurlittstraße in der Aplerbecker Mark. Im Juli 2019 wurde an diesem Punkt ein kleiner Platz errichtet, mit einem Kunstwerk. Die 2,5 m hohe Skulptur Kokon stellt die Umrisse des Bundeslandes dar und ist von Stahldrähten umspannt.

## Geschichte

Karte von 1801

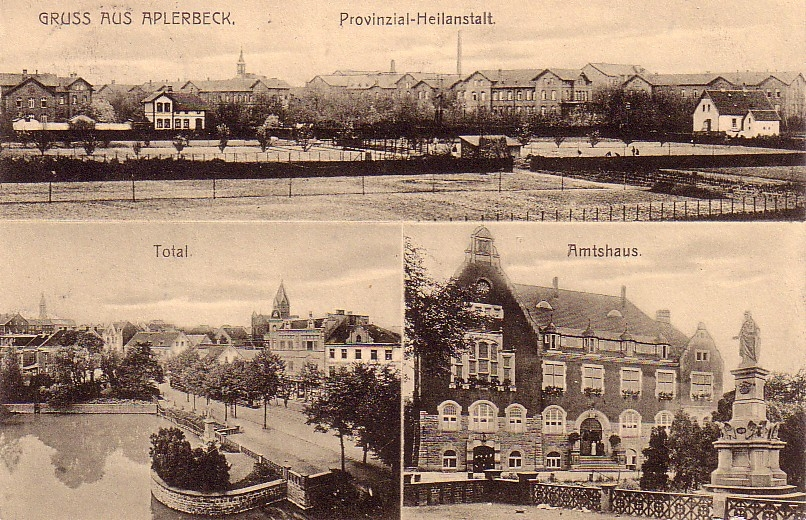
Aplerbeck, Postkarte um 1910

Aplerbeck, altes Amtshaus und Post auf einer Ansichtskarte vor 1906

Urkundlich wurde Aplerbeck erstmals im Jahr 899 in einer Stiftungsurkunde unter dem Namen Afaldrabechi erwähnt. Der Name setzt sich zusammen aus Afal, was Apfel bedeutet (jedoch auch Beerensträucher wurden so genannt) und Bechi ~ Bach. Erste Besiedelungsspuren finden sich für die Jungsteinzeit. An mehreren Stellen wurden Steinbeile gefunden, die auf ca. 3500–2800 v. Chr. datiert wurden. Herausragend ist der Fund einer Hammeraxt mit einer in Stein nachgebildeten Gussnaht, wie sie beim Bronzeguss entsteht. Aus der Bronzezeit erhalten geblieben ist im Berghofer Wald ein Grabhügel auf einer kleinen Kuppe. Ein weiteres Hügelgrab wurde beim Bau des Schwerter Fernsehturms im Berghofer Wald gefunden. Weitere Gräber werden dort vermutet. Der Legenda aurea zufolge wurden im 7. Jahrhundert die beiden Brüder Ewaldi, angelsächsische Missionare, bei Aplerbeck erschlagen.

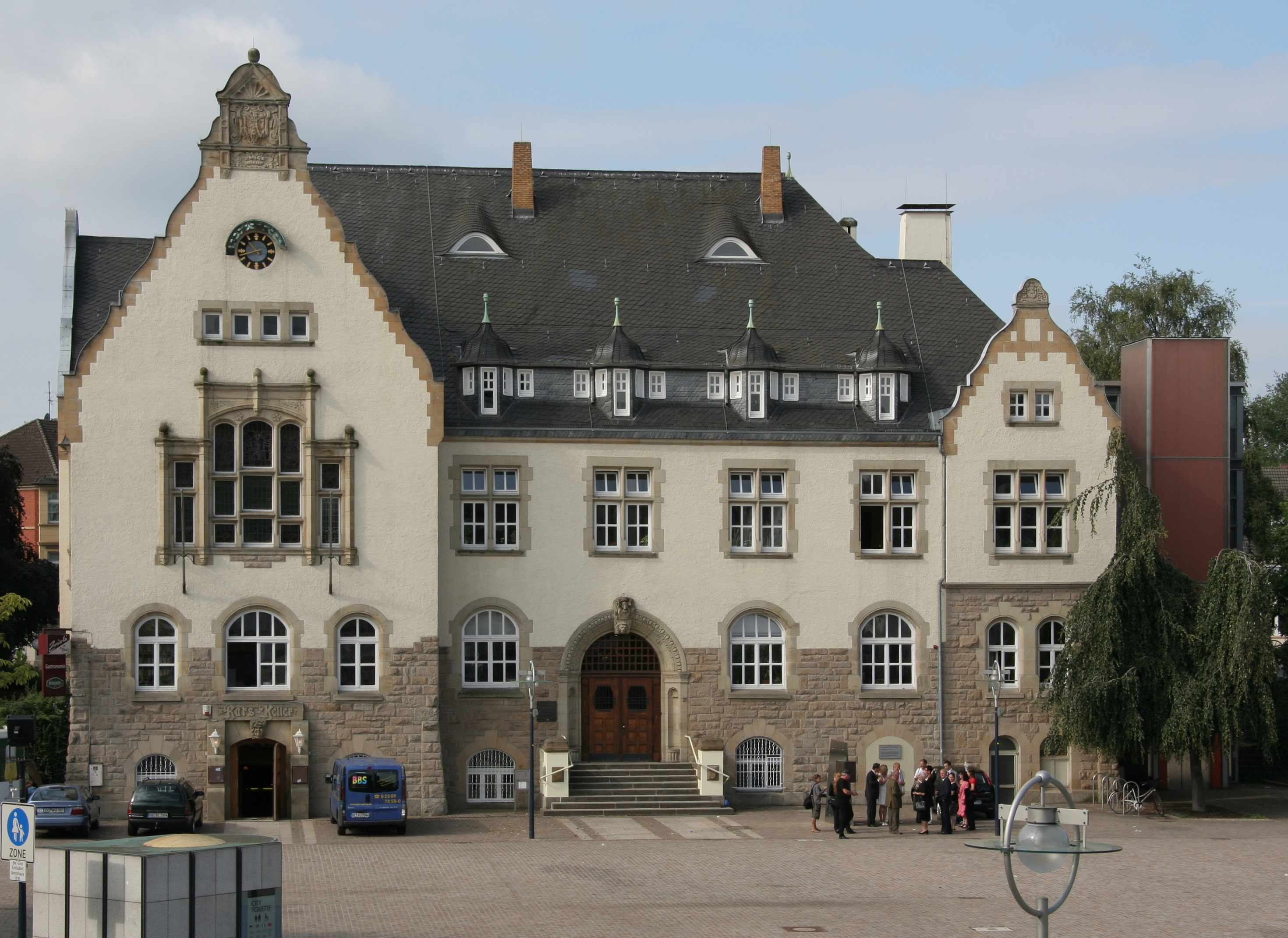
Amtshaus Aplerbeck

Politisch gehörte Aplerbeck seit dem 12. Jahrhundert zur Grafschaft Mark. Den Grafen von der Mark gelang es, die Lehnschaft vom ursprünglichen Lehnsherren, dem Erzbischof von Köln, durch kriegerische Auseinandersetzungen zu übernehmen. Im 14. Jahrhundert fiel die Grafschaft an die Grafen von Kleve. Während der „Großen Fehde“ zwischen Dortmund und den Grafen von der Mark im 14. Jahrhundert blieb Aplerbeck (Appelderbicke) von Plünderung und Brandschatzung verschont, wurde jedoch wie auch andere Gemeinden von den Dortmundern 1422 auf einem Rachefeldzug verwüstet. Im Dreißigjährigen Krieg zogen auch durch Aplerbeck raubende und plündernde Horden. 1630 wurde der Herr des Hauses Rodenberg, Johann von Voß, gefangen genommen und erst nach Zahlung eines Lösegeldes freigelassen. Aus einem Dokument des Jahres 1652 geht hervor, dass die an der Kirche notwendigen Reparaturen, hervorgerufen durch „Kriegsübel“, mit Geldern aus dem Kirchenfonds durchgeführt wurden. Im 17. Jahrhundert wurde Aplerbeck politisch Brandenburg angeschlossen. Nach der Niederlage Preußens gegen Napoleon wurde die Grafschaft Mark (mit weiteren Gebieten) dem Großherzogtum Berg als Ruhrdepartement angegliedert und unterstand damit französischer Kontrolle. Die Mark wurde 1813 nach den Befreiungskriegen wieder Preußen zugeschlagen und gehörte zum Amt Unna. 1818 wurde Aplerbeck als Bürgermeisterei dem Landkreis Dortmund angegliedert, 1887 dem Landkreis Hörde.
Mit Beginn der Industrialisierung entstand in Aplerbeck die Zeche Vereinigte Schürbank & Charlottenburg; die Einwohnerzahl stieg stark an. Im Jahr 1855 wurde Aplerbeck an die Eisenbahnlinie Dortmund-Hörde-Aplerbeck-Unna der Köln-Mindener Eisenbahn-Gesellschaft angeschlossen. 1862 wurde die Aplerbecker Hütte gegründet. In den Jahren 1906/07 wurde das Amtshaus Aplerbeck durch den Amtsbaumeister Wilhelm Stricker direkt an einem abgetrennten Teich der Gräfte des Hauses Rodenberg neu errichtet. 1920 wurde dieser Teich zugeschüttet und der heutige Marktplatz entstand. Ende des 19. und Anfang des 20. Jahrhunderts war Aplerbeck für seine Apfelzüchtungen bekannt, darunter die Sorte Aplerbecker Rambour. 1925 wurde die Aplerbecker Hütte, die in ihrer Blütezeit ca. 1.000 Arbeiter beschäftigt hatte, geschlossen. Am 1. August 1929 wurde die vorher selbstständige Gemeinde nach Dortmund eingemeindet.

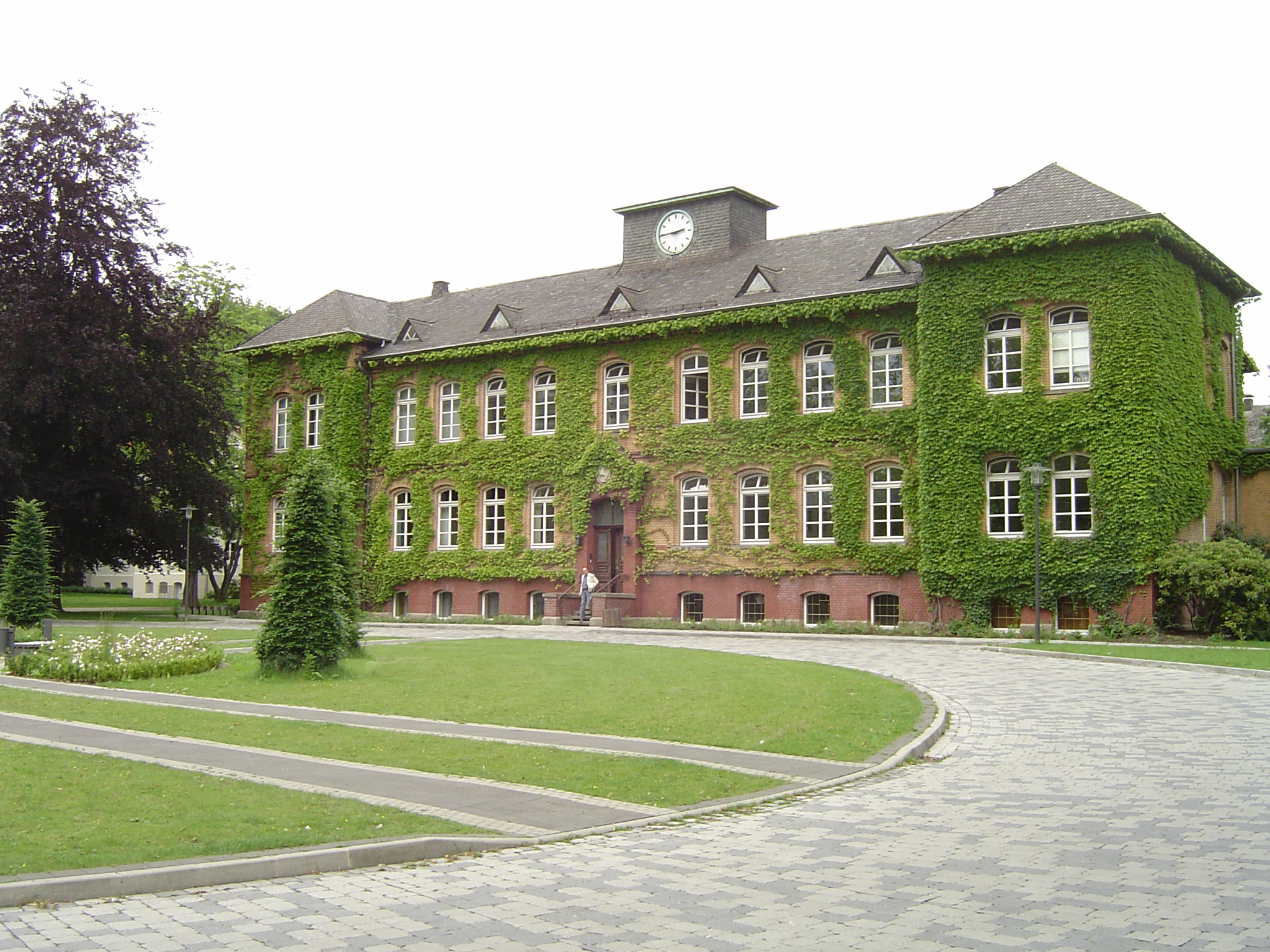
LWL-Klinik Dortmund, Verwaltungsgebäude

In der Zeit des Nationalsozialismus wurde aus Aplerbeck die jüdische Bevölkerung deportiert. Von ca. 120 Gemeindemitgliedern 1933 starben ca. 40 in den NS-Lagern, ca. 30 konnten emigrieren, das Schicksal der anderen ist ungeklärt. In der Psychiatrischen Klinik wurden ca. 340 Zwangssterilisationen durchgeführt. Auch gab es viele Opfer der NS-Euthanasie, der sogenannten Aktion T4: Am 1. Juli 1941 wurden 95 Patienten zuerst nach Herborn transportiert, dann nach Hadamar verlegt und innerhalb weniger Tage dort getötet. Eine zweite Deportation von 77 Kranken wurde am 24. Juli 1941 von Aplerbeck nach Eichberg durchgeführt. Vor dem Weitertransport nach Hadamar wurde ein vorübergehender Euthanasiestopp ausgesprochen. Dieser ging auch auf die im Juli und August gehaltenen Predigten des Münsteraner Bischofs und Kardinals Clemens August Graf von Galen zurück. Die meisten Kranken starben jedoch in den folgenden Jahren an Hunger und Krankheit, nur zwei der zuvor deportierten Patienten überlebten den Krieg. In der 1941 von Marsberg nach Aplerbeck verlegten „Kinderfachabteilung“ wurden außerdem 229 Kinder getötet. Heute erinnert ein Mahnmal der Dortmunder Künstlerin Antje Kietzmann im Park der Klinik an die Opfer.
Am 13. Dezember 1959 kam es zur größten Katastrophe des Stadtteils in der Nachkriegsgeschichte. Bei einer Gasexplosion wurden zwei Häuser zerstört, 26 Menschen starben. Die Retter der Feuerwehr Dortmund und Soldaten der in Aplerbeck stationierten Britischen Rheinarmee suchten zwei Tage lang in den Trümmern nach Überlebenden. An der Unglücksstelle, direkt gegenüber der heutigen Endhaltestelle der U 47, erinnert ein Straßenschild an diese Katastrophe.

## Religion

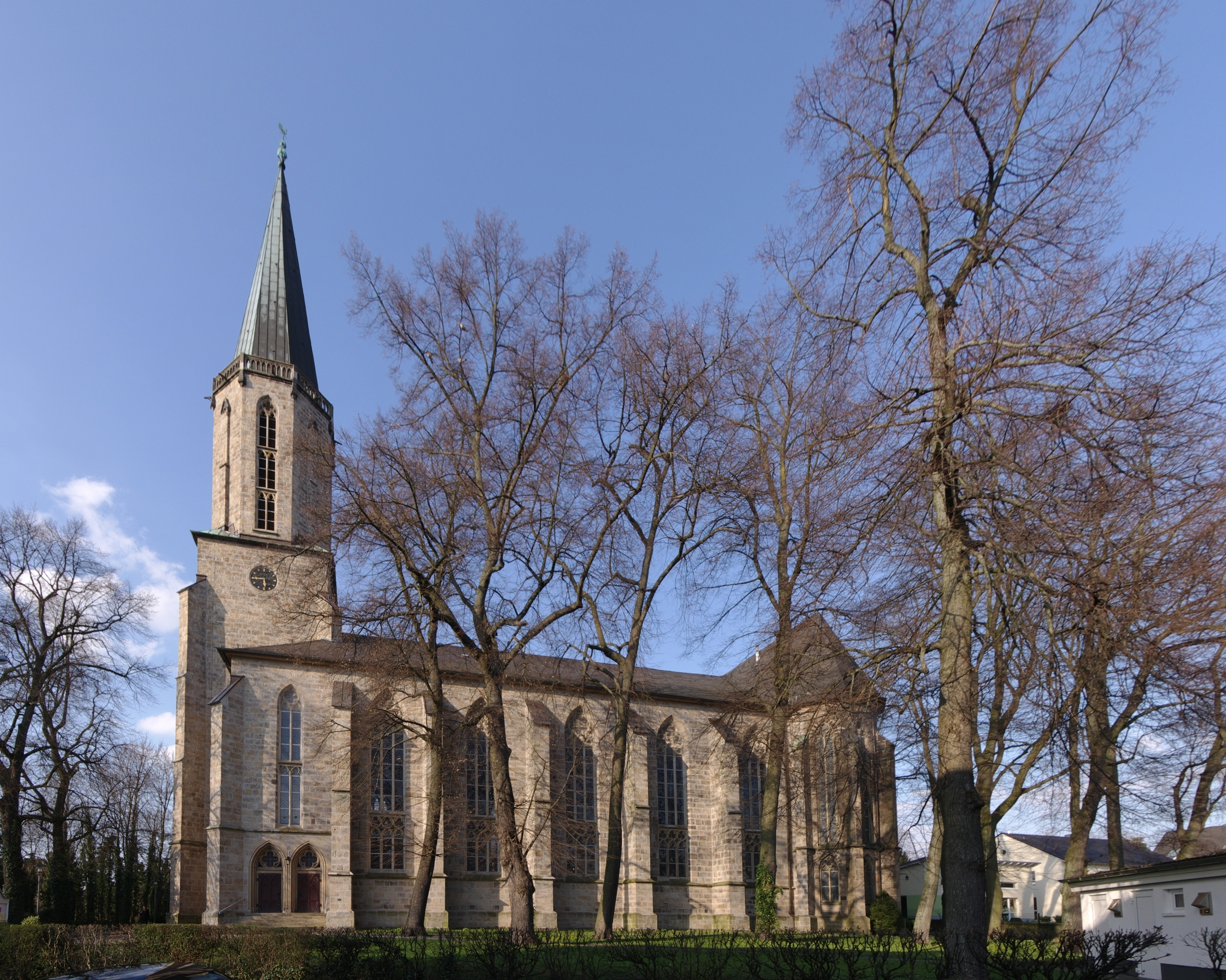
Große Kirche

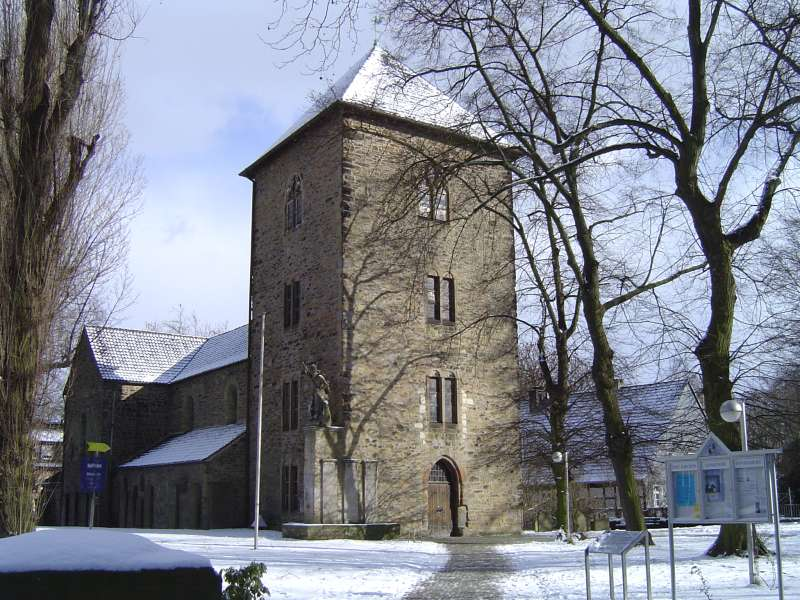
Georgskirche

Mitte des 16. Jahrhunderts erreichte die Reformation Aplerbeck. Die Gemeinde ging zum Augsburger Bekenntnis über, was der Aplerbecker Pfarrer Nicolaus Witthenius bei der Synode zu Unna im Oktober 1612 schriftlich bekräftigte. Bis zum Jahr 1850 gab es zwei Pfarrstellen. Danach wurden durch den Zuzug Tausender von Menschen während der Industrialisierung weitere Pfarrstellen nötig. Die Reinoldikirche in Dortmund besaß das Patronatsrecht über die Aplerbecker Georgskirche, das nie richtig durchgesetzt und deshalb Anfang des 19. Jahrhunderts außer Kraft gesetzt wurde. Durch die starke Zuwanderung wurde auch eine größere Kirche notwendig. Die Georgskirche ließ sich nicht vergrößern; deshalb wurde die Große Kirche Aplerbeck nach den Plänen des Barmer Baumeisters Christian Heyden neu gebaut. Sie wurde am 15. Dezember 1869 geweiht. Die Gemeinden in Berghofen, Schüren und Sölde wurden zu selbstständigen Pfarreien, und auch die Aplerbecker Mark und „Neu“-Aplerbeck bekamen eigene Pfarrstellen.

Die alte St.-Ewaldi-Kirche von der Egbertstraße aus gesehen.

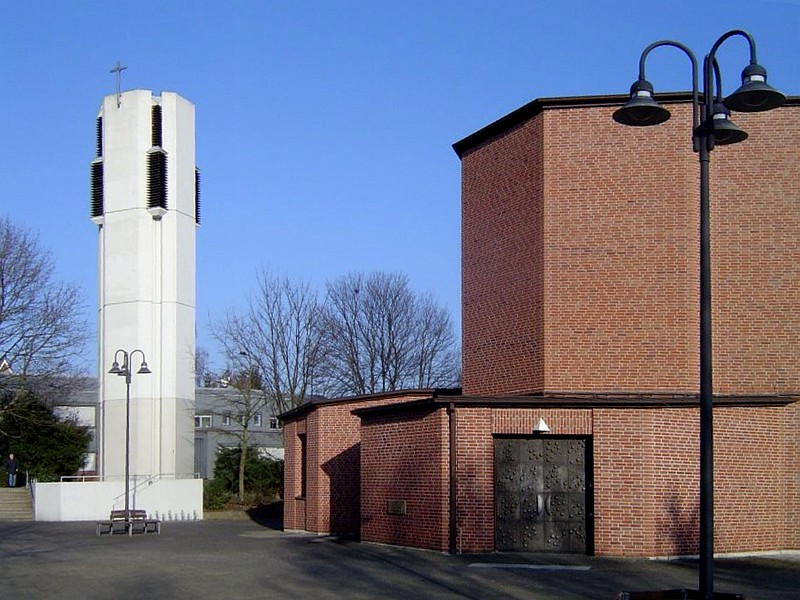
Die heutige Ewaldikirche

Durch die Zuwanderung aus Süd- und Ostdeutschland und aus den preußischen Ostprovinzen mit starkem polnischen Bevölkerungsanteil siedelten immer mehr katholische Familien im protestantischen Aplerbeck. Für diese sollte eine eigene Gemeinde als religiöse und soziale Heimstatt gegründet werden. Am 1. Januar 1867 wurde ein Kötterhof als Missionszentrum gekauft und umgebaut. Unter großen Opfern, teilweise mit selbst gebrannten Ziegeln, wurde nach Plänen des Kölner Architekten August Carl Lange eine neue Kirche gebaut. Sie wurde am 21. Dezember 1880 geweiht. Die katholische Kirche in Aplerbeck gab sich den Namen St. Ewaldi. Die Namensgebung geht auf die Legende der beiden Ewalde (Schwarzer Ewald und Weißer Ewald) zurück, die im 7. Jahrhundert in Aplerbeck getötet, in die Emscher geworfen, dann durch ein Wunder rheinaufwärts nach Köln getrieben worden sein sollen. Die katholische Kirchengemeinde verzeichnete nach dem Zweiten Weltkrieg starke Zuwächse. Am 29. Mai 1971 wurde eine neue Kirche geweiht und in den folgenden Jahren die erste Kirche abgerissen.
Die Neuapostolische Kirche in Aplerbeck wurde in direkter Nachbarschaft zur katholischen St.-Ewaldi-Kirche errichtet.
Im 19. Jahrhundert siedelten erstmals Juden in Aplerbeck. Die Gemeinde wuchs von sechs Mitgliedern im Jahr 1818 auf ca. 120 im Jahr 1933. Seit der Judenverfolgung im NS-Regime gibt es keine jüdische Gemeinde mehr in Aplerbeck. Erhalten geblieben sind zwei Friedhöfe.
Nach dem Ende des Zweiten Weltkriegs zogen zunehmend Menschen islamischen Glaubens nach Aplerbeck, unterhalten dort jedoch keine eigene Gemeinde.

## Einwohnerentwicklung/Statistik
| Einwohnerentwicklung 1711 bis 2022 | Einwohnerentwicklung 1711 bis 2022 | Einwohnerentwicklung 1711 bis 2022 | Einwohnerentwicklung 1711 bis 2022 | Einwohnerentwicklung 1711 bis 2022 | Einwohnerentwicklung 1711 bis 2022 |
| Jahr                               | Einwohner                          | Jahr                               | Einwohner                          | Jahr                               | Einwohner                          |
| ---------------------------------- | ---------------------------------- | ---------------------------------- | ---------------------------------- | ---------------------------------- | ---------------------------------- |
| 1711                               | 0.354                              | 1855                               | 1.549                              | 1895                               | 07.028                             |
| 1720                               | 0.404                              | 1866                               | 2.301                              | 1900                               | 08.457                             |
| 1838                               | 0.942                              | 1875                               | 4.757                              | 1925                               | [0]10.604                          |
| 1840                               | 0.952                              | 1880                               | 5.129                              | 1978                               | 21.247                             |
| 1845                               | 1.118                              | 1885                               | 5.704                              | 2005                               | 22.282                             |
| 1851                               | 1.361                              | 1890                               | 6.221                              | 2016                               | 21.761                             |
|                                    |                                    |                                    |                                    | 2022                               | 21.550                             |

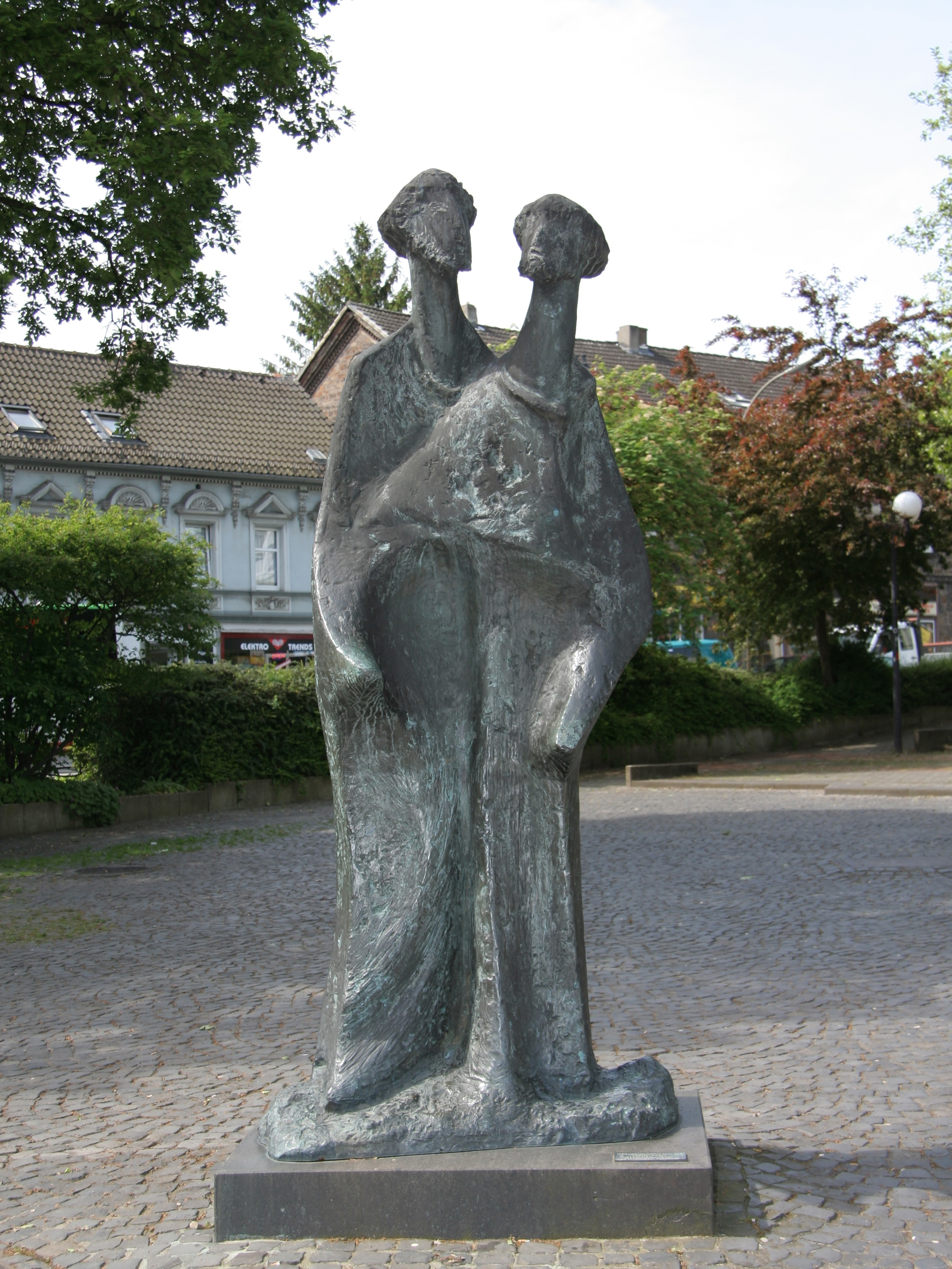
Denkmal der heiligen Ewalde auf dem Aplerbecker Marktplatz

Strukturdaten der Bevölkerung Aplerbecks (mit Aplerbecker Mark):
- Bevölkerungsanteil der unter 18-Jährigen: 14,4 % [Dortmunder Durchschnitt: 16,2 % (2018)][11]
- Bevölkerungsanteil der mindestens 65-Jährigen: 26,3 % [Dortmunder Durchschnitt: 20,2 % (2018)][12]
- Ausländeranteil: 11,1 % [Dortmunder Durchschnitt: 22,3 % (2024)][13]
- Arbeitslosenquote: 6,4 % [Dortmunder Durchschnitt: 11,0 % (2017)][14]

Das Durchschnittseinkommen liegt ca. 5 % über dem Dortmunder Durchschnitt.
47,6 % der Einwohner sind männlich, 52,4 % sind weiblich.
Aplerbeck ist als Stadtteil Dortmunds einkommensstärkstes und am geringsten von Arbeitslosigkeit betroffenes Stadtbezirkszentrum.
Einwohnerentwicklung

## Politik
Am 1. August 1929 wurde Aplerbeck nach Dortmund eingemeindet. Nach dem Zweiten Weltkrieg stand dem Rat der Stadt Dortmund bis 1975 beratend ein Bürgerausschuss zur Verfügung.

### Gremien und Verwaltung
Seit 1975 kümmert sich die Bezirksvertretung um die Belange des Ortsteils, die sich aus 19 Mitgliedern zusammensetzt. Ihnen stand der Bezirksbürgermeister Jürgen Schädel (SPD) von 2016 bis Dezember 2022 vor, welcher mit einem Alter von 74 Jahren verstorben ist und somit von Jan Hendrik Gravert (SPD) abgelöst wurde. Beratendes Stimmrecht haben die direkt und indirekt aus dem Wahlkreis Aplerbeck gewählten Ratsmitglieder des Rates der Stadt Dortmund. So soll eine enge Verbindung zwischen der Arbeit des Rates und der Bezirksvertretung hergestellt werden. Die erste gewählte Bezirksvertretung nahm am 6. Juni 1975 ihre Arbeit auf. Die seit 1999 bestehende Zusammenarbeit zwischen CDU und Bündnis 90/Die Grünen wurde im Januar 2016 beendet.
| Sitzverteilung in der Bezirksvertretung | Sitzverteilung in der Bezirksvertretung | Sitzverteilung in der Bezirksvertretung | Sitzverteilung in der Bezirksvertretung | Sitzverteilung in der Bezirksvertretung | Sitzverteilung in der Bezirksvertretung | Sitzverteilung in der Bezirksvertretung | Sitzverteilung in der Bezirksvertretung |
| Jahr\Partei                             | SPD                                     | CDU                                     | Grüne                                   | FDP                                     | Bürgerliste                             | Die Linke                               | Die PARTEI                              |
| --------------------------------------- | --------------------------------------- | --------------------------------------- | --------------------------------------- | --------------------------------------- | --------------------------------------- | --------------------------------------- | --------------------------------------- |
| 1975                                    | 11                                      | 7                                       | –                                       | 1                                       | –                                       | –                                       | –                                       |
| 1979                                    | 11                                      | 7                                       | –                                       | 1                                       | –                                       | –                                       | –                                       |
| 1984                                    | 11                                      | 6                                       | –                                       | –                                       | 2                                       | –                                       | –                                       |
| 1989                                    | 10                                      | 5                                       | 2                                       | 1                                       | 1                                       | –                                       | –                                       |
| 1994                                    | 10                                      | 6                                       | 3                                       | –                                       | –                                       | –                                       | –                                       |
| 1999                                    | 7                                       | 8                                       | 2                                       | 1                                       | 1                                       | –                                       | –                                       |
| 2004                                    | 7                                       | 7                                       | 3                                       | 1                                       | 1                                       | –                                       | –                                       |
| 2009                                    | 6                                       | 6                                       | 4                                       | 1                                       | 1                                       | 1                                       | –                                       |
| 2014                                    | 7                                       | 6                                       | 4                                       | –                                       | 1                                       | 1                                       | –                                       |
| 2020                                    | 6                                       | 5                                       | 5                                       | 1                                       | –                                       | –                                       | 1                                       |

Untergebracht im Aplerbecker Amtshaus ist die Verwaltung des Stadtbezirks mit allen Bürgerdiensten wie Standesamt, Meldeamt, Kfz- und Führerscheinwesen sowie Sozialhilfe- und Jugenddiensten. Leiter der Bezirksverwaltungsstelle ist Cornelius O. Boensmann. Zudem wird die Geschäftsführung der Bezirksvertretungen durch die Bürgerdienste wahrgenommen.

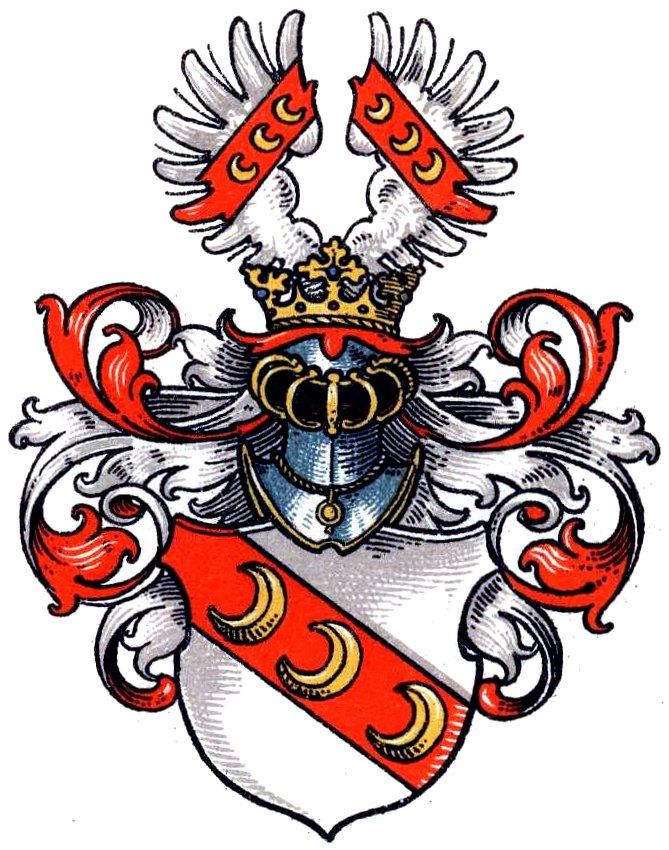

### Wappen
Das Wappen Aplerbecks war ursprünglich das Wappen der weltlichen Linie des Hauses derer von Aplerbeck.
Es besteht aus dem Schild mit rotem Schrägbalken und drei nach oben geöffneten silbernen Sichelmonden. Oberhalb des Schildes befindet sich ein blauer Helm mit goldenen Spangen und zwei silbernen Flügeln, auf denen sich jeweils der rote Schrägbalken mit den drei goldenen Sichelmonden wiederholt. Zwischen dem Helm und der Verzierung findet sich eine goldene Blätterkrone mit blauen und roten Zierpunkten.

## Kultur und Sehenswürdigkeiten

### Bauwerke

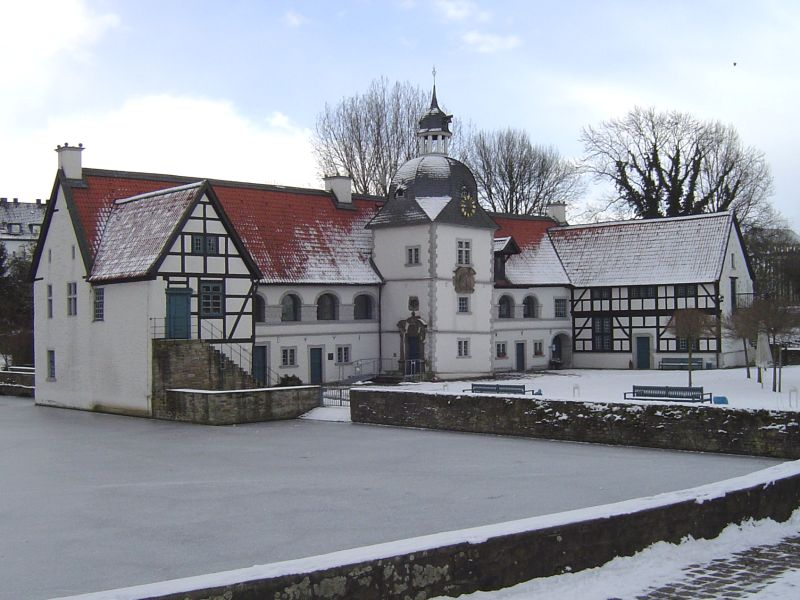
Haus Rodenberg

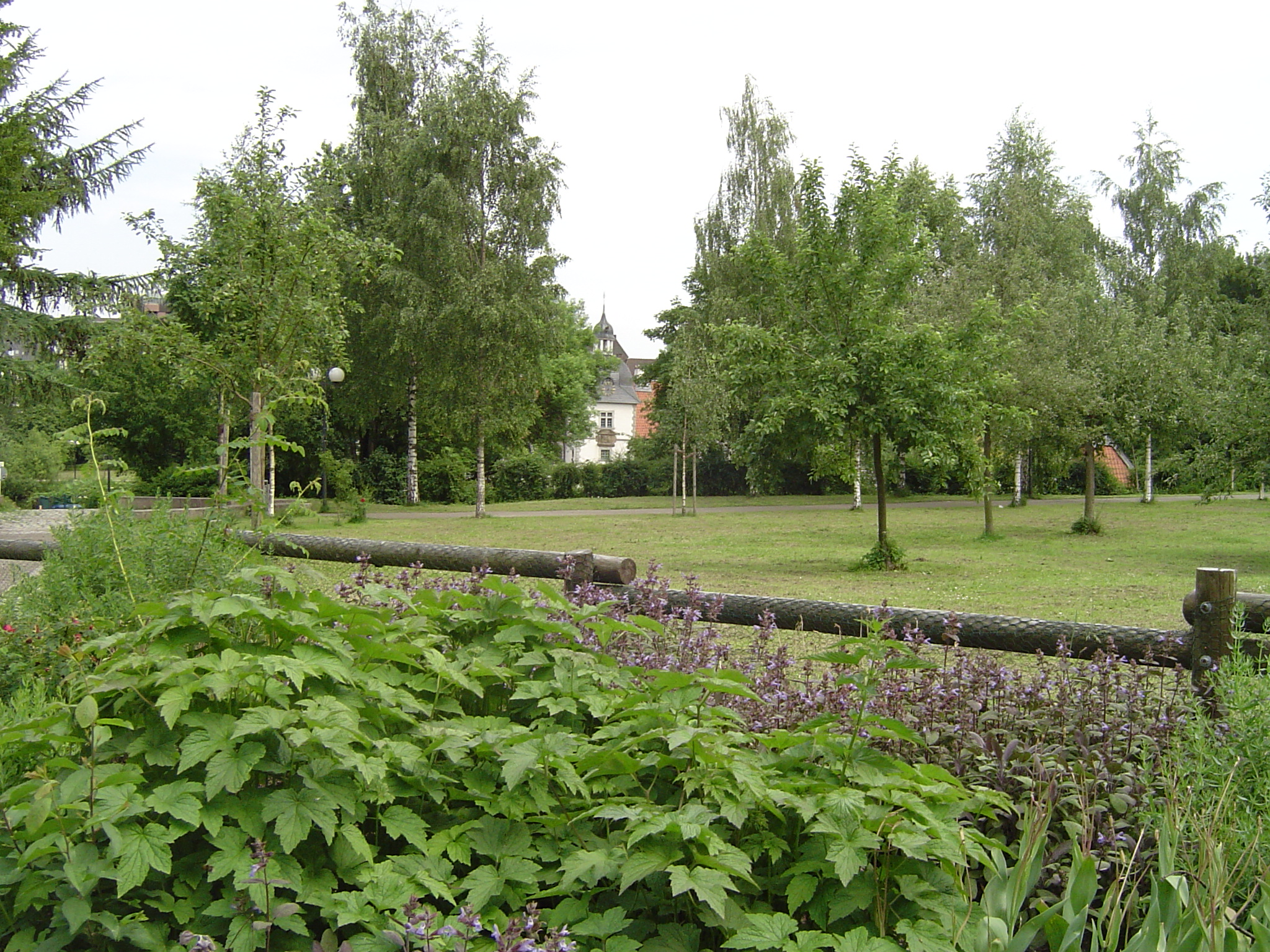
Parkanlage Haus Rodenberg

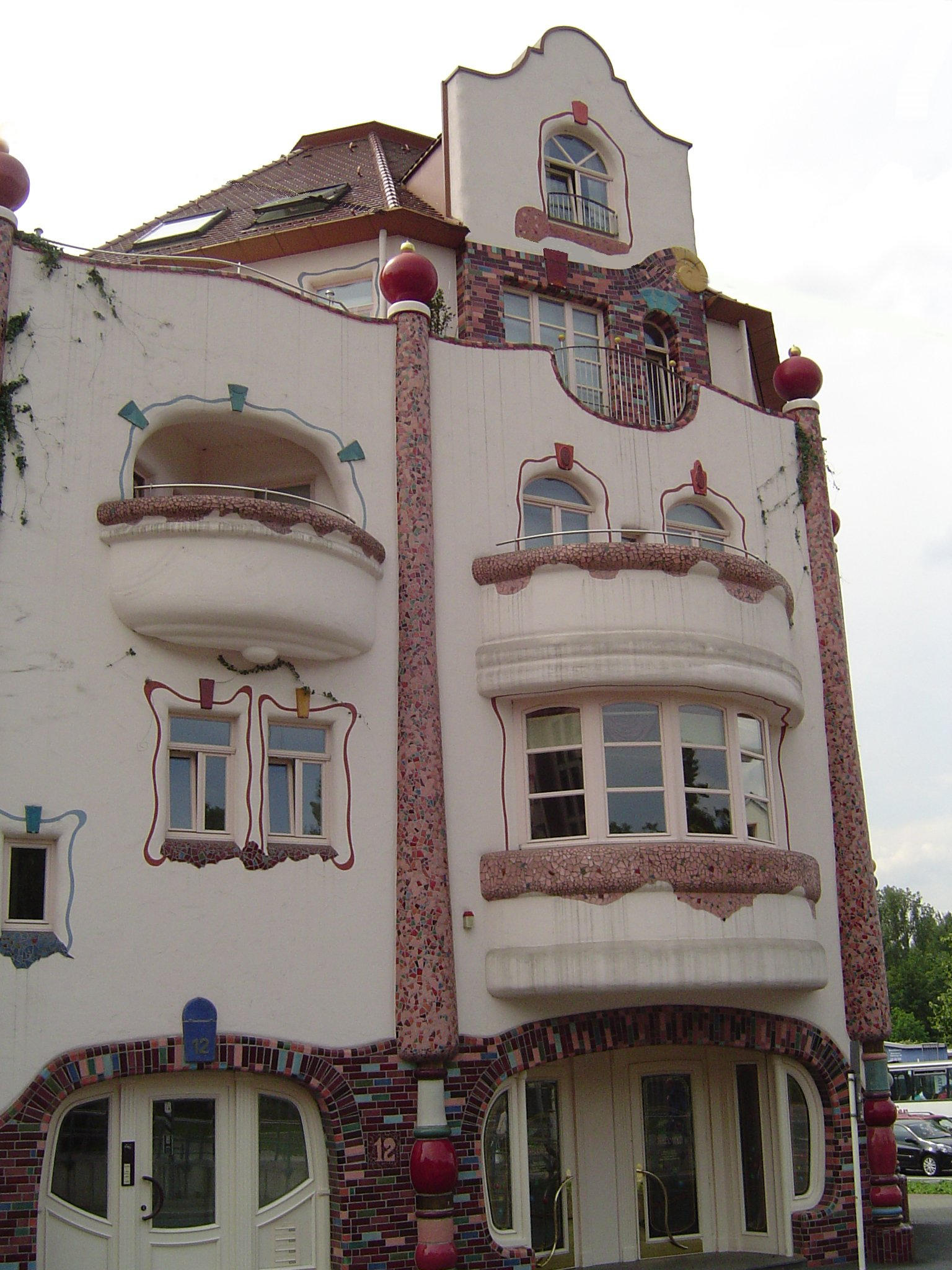
Haus im Stil von Friedensreich Hundertwasser

Zu den Wahrzeichen Aplerbecks gehören die Überreste des Wasserschlosses Haus Rodenberg, das 1290 erste urkundliche Erwähnung fand. 1422 wurde das Schloss im Clevisch-Märkischen Erbfolgestreit durch Adolf von Kleve zerstört und anschließend vergrößert wiederaufgebaut. Darauf folgte im 17. Jahrhundert der Umbau zu einem barocken Wasserschloss. Es verfiel im 19. und 20. Jahrhundert; übrig blieb nur die Vorburg mit dem Wirtschaftsteil. Heute werden die Reste des 1996 restaurierten Gebäudes von der Volkshochschule und dem Puppentheater Märchenbühne genutzt.
Eine weitere Sehenswürdigkeit in Aplerbeck ist die Georgskirche in der Ruinenstraße. Sie gründet sehr wahrscheinlich auf einem Vorgängerbau aus dem 9. Jahrhundert, wie Grabfunde aus Renovierungsarbeiten nahelegen. Nachweislich wurde die Kirche erstmals im Jahr 1147 in einer päpstlichen Bestätigung erwähnt und über die Jahrhunderte immer wieder umgebaut. Als wegen der Bevölkerungszunahme 1869 die Große Kirche Aplerbeck an der Märtmannstraße eingeweiht wurde und dort fortan alle Gottesdienste abgehalten wurden, verfiel die ohnehin schon baufällige Georgskirche. Dadurch kam die Ruinenstraße, die bis dahin Königstraße geheißen hatte, zu ihrem Namen. 1963 wurde eine umfassende Restaurierung unter der Leitung des Landesdenkmalamtes in Münster abgeschlossen. Seitdem steht sie der evangelischen Kirchengemeinde wieder für Gottesdienste zur Verfügung. 2006 wurden schwere Schäden am Mauerwerk der Georgskirche durch Wassereinbrüche festgestellt, die durch spendenfinanzierte umfangreiche Restaurierungsarbeiten behoben wurden.

### Museen
Auf seinem Werksgelände unterhält das Unternehmen Tridelta ein Magnetmuseum, das sich mit historischen und aktuellen Anwendungen von Magneten in der Elektrotechnik beschäftigt. Ein Schwerpunkt der Sammlung ist die Geschichte der Magnetfabrik Aplerbeck, die 1920 als Teil der Aplerbecker Hütte gegründet wurde.

### Bildung
Die ersten Aufzeichnungen über das Aplerbecker Schulwesen stammen aus dem Jahr 1694 durch den Diakon Conrad Hermann Witthenius, der als Lehrer an der Schule Buch über die Schulgelder führte, die auch in Naturalien geleistet wurden. So erwähnt er auch Tätigkeiten wie Wolle spinnen, Schafe hüten und Holzlieferungen. Zu den Unterrichtsfächern gehörten Religion, Lesen, Schreiben und Rechnen. Viel Zeit wurde auf das Auswendiglernen religiöser Texte verwandt.
1857 wurde ein neues Schulhaus nötig. Die evangelische Kirchengemeinde baute direkt an der Hauptstraße, der Köln-Berliner-Straße, die „Rektoratschule“. Die Rektoratschule entwickelte sich zu einer weiterführenden Schule, die nach der Grundschulzeit auf die Aufnahmeprüfung für ein Realgymnasium vorbereitete. Sie bestand bis in die 1930er Jahre. Heute wird ihr Gebäude vom Landesverband Westfalen der DLRG genutzt.
1862 wurde für die zugezogenen katholischen Schüler die erste Schule gebaut. Bereits 1877 wurde durch den sprunghaften Anstieg der Bevölkerung ein Neubau nötig. Dieser musste 1880, 1890 und 1912/13 erweitert werden. Heute ist hier die Aplerbecker Grundschule beheimatet. Nach dem Zweiten Weltkrieg wurde das ausgebombte Realgymnasium Hörde in Aplerbeck als Humboldt-Gymnasium wiedereröffnet, 1954 jedoch in die Dortmunder Gartenstadt verlegt. Zwischen 1969 und 1974 entstand das Schulzentrum Aplerbeck. Westlich der Schweizer Allee finden sich in einem gemeinsamen Gebäude die Hauptschule (ehemals Hauptschule Aplerbeck, heutiger Name Emscherschule Aplerbeck) und die Albrecht-Dürer-Realschule, östlich das Gymnasium an der Schweizer Allee. 2002 wurde ein Erweiterungsbau der Realschule fertiggestellt sowie die Kernsanierung des Gymnasiums abgeschlossen.
Im Ortsteil existieren fünf Förderschulen. Die Adolf-Schulte-Schule, Förderschule mit dem Schwerpunkt Lernen, befindet sich in der Nähe des Aplerbecker Schulzentrums. Die Schule am Marsbruch, Förderschwerpunkt körperliche und motorische Entwicklung, die Martin-Bartels-Schule, Förderschwerpunkt Sehen und die Frida-Kahlo-Schule, Schule für Kranke in der Elisabeth-Klinik an der Marsbruchstraße wurden auf dem Gelände des Landschaftsverbandes Westfalen-Lippe erbaut. Seit dem Sommer 2010 ist auf dem Gelände auch die Martin-Buber-Schule, Förderschule Sprache beheimatet.

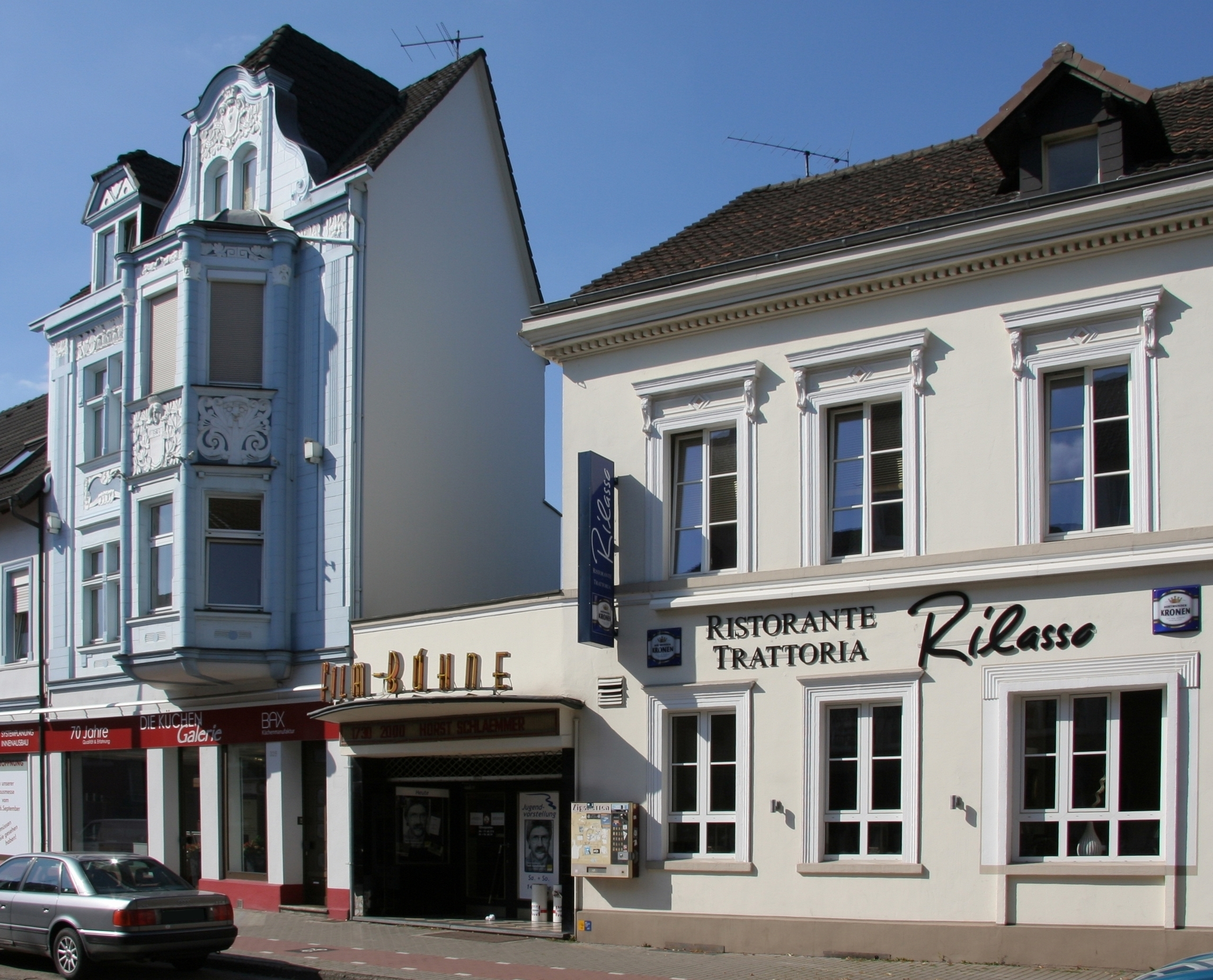
Kino „Film-Bühne“ in Aplerbeck

### Kino

#### Aktuelle Situation
Aplerbeck ist der letzte Vorort Dortmunds mit einem eigenen Kino, das mit seinem aktuellen Filmprogramm das große Kinosterben überlebt hat. Es ist wegen seiner Nähe zum Hotel Postkutsche nur unter der Bezeichnung „Postkutsche Aplerbeck“ bekannt, obwohl es eigentlich „Film-Bühne“ heißt und diesen Namen über dem Eingang trägt. Der Name „Film-Bühne“ gründet auf den Umstand, dass hinter der hochziehbaren Kinoleinwand eine Bühne liegt, auf der bis in die 1950er Jahre Bigbands spielten.

#### Kinogeschichte
Das erste Aplerbecker Kino wurde 1912 unter dem Namen Viktoria-Lichtspiele eröffnet. Es befand sich in einem durch den Fabrikanten Ferdinand Klas errichteten Neubau an der damaligen Chausseestraße 44, heutige Köln-Berliner-Straße. Klas führte das Kino mit kriegsbedingter Unterbrechung bis 1919. Nach Eigentümerwechsel eröffnete der Wirt Albert Grossilbeck am 13. November 1920 im großen Saal seiner Gastwirtschaft ein Kino unter dem Namen Kammer-Lichtspiele. Ende der 1920er Jahre wechselten die Kammer-Lichtspiele erneut ihren Besitzer. Das Kino hieß nun Alhambra und wurde von Karl Derendorf geführt. Aufgrund baulicher Mängel kam es zeitweilig zu Unterbrechungen im Spielbetrieb. Im September 1935 wurde das Haus zwangsversteigert und in den folgenden 13 Jahre fanden in diesen Räumlichkeiten keine Kinovorführungen mehr statt.
Von 1926 bis 1928 fanden unter dem Namen Schauburg im dafür umgebauten Saal des Gastwirtes Fritz Velten regelmäßige Kinovorführungen statt. Veltens Kino mit Gastwirtschaft befand sich in der Ruinenstraße 5 an der Stelle des heutigen Gemeindehauses der Neuapostolischen Kirchengemeinde.
Unmittelbar angrenzend an die heutige Aplerbecker Grundschule, im Volksmund auch Gelbe Schule genannt, eröffnete 1932 das Capitol in dem umgebauten ehemaligen Festsaal der benachbarten Gaststätte. Mit einem Besitzerwechsel Mitte 1948 änderte der neue Besitzer den Kinonamen in Scala. Filmvorführungen fanden in diesen Räumlichkeiten noch bis Mitte der 1960er Jahre statt.
Das Capitol zog Mitte 1948 in das zwischenzeitlich renovierte Gebäude an der Köln-Berliner-Straße 44 um und setzte dort seinen Spielbetrieb bis Mitte 1962 fort. Anschließend und bis zum Abriss nach einem schweren Brand Anfang der 1980er Jahre befand sich dort ein Supermarkt.
Die Film-Bühne Aplerbeck eröffnete am 14. September 1954 mit dem Film Wenn du noch eine Mutter hast mit Paula Wessely in dem heute noch zu diesem Zweck genutzten Gebäude an der Schüruferstraße.
Von 1954 bis 1962 wurden mit Capitol, Scala und Film-Bühne zeitgleich an drei Standorten in Aplerbeck Kinovorführungen angeboten.

### Bibliothek

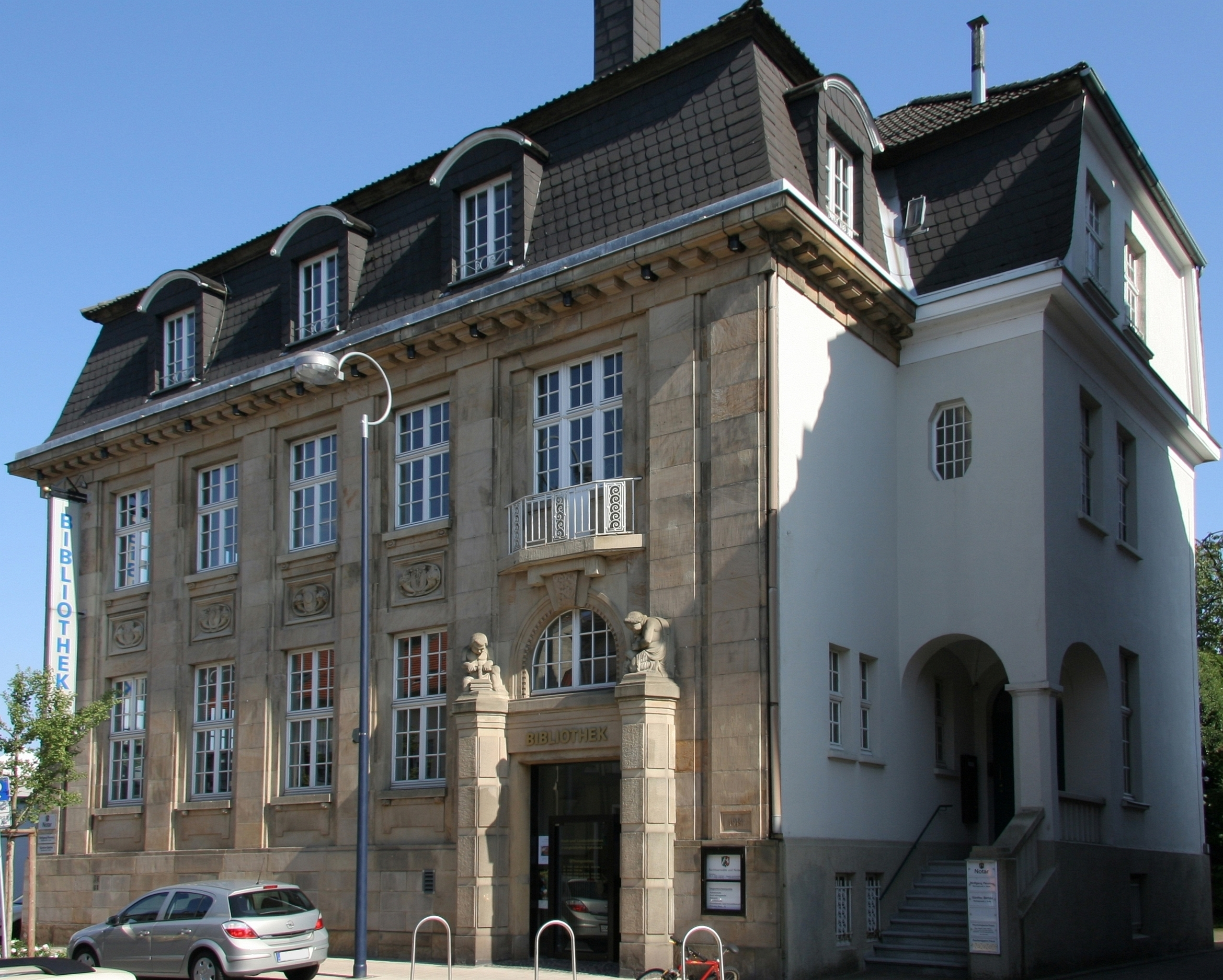
Stadtteilbibliothek Aplerbeck

Die Stadtteilbibliothek befindet sich im ehemaligen Gebäude der Stadtsparkasse, dessen Sandsteinfassade aufwändig restauriert wurde.

## Wirtschaft und Infrastruktur

### Wirtschaft
Seit der Industrialisierung hat Aplerbeck immensen Wandel erfahren. In den 1920er Jahren schloss die Aplerbecker Hütte. Ende der 1990er Jahre fielen bei der auf dem Gelände der ehemaligen Hütte angesiedelten Magnetfabrik Aplerbeck durch zwischenzeitliche Schließung (Thyssen Magnettechnik) mehrere hundert Arbeitsplätze weg; die Produktion von Magneten wird heute in kleinerem Maßstab von den Tridelta-Gruppe fortgeführt. Durch neue Gewerbeansiedlungen (Großdruckerei, Plexiglasherstellung) entstanden wieder Arbeitsplätze. Die Einzelhandelsstruktur wurde zuletzt maßgeblich von der Anfang der 2000er Jahre abgeschlossenen städtebaulichen Umgestaltung des westlichen Ortskerns mit Umgehungsstraße und neuer Einkaufszone verändert.
Über die Stadtgrenzen hinaus bekannt ist das Materialprüfungsamt des Landes Nordrhein-Westfalen. Der Landesbetrieb hat die Aufgabe, im öffentlichen Interesse Stoffe, Produkte, Anlagen und Verfahren mit dem Ziel zu prüfen, die Allgemeinheit gegen Gefahren zu sichern und die Wirtschaft in der Qualitätssicherung zu unterstützen. Das Materialprüfungsamt wurde 1947 in Dortmund gegründet und siedelte sich 1952 an der Marsbruchstraße in Aplerbeck an.

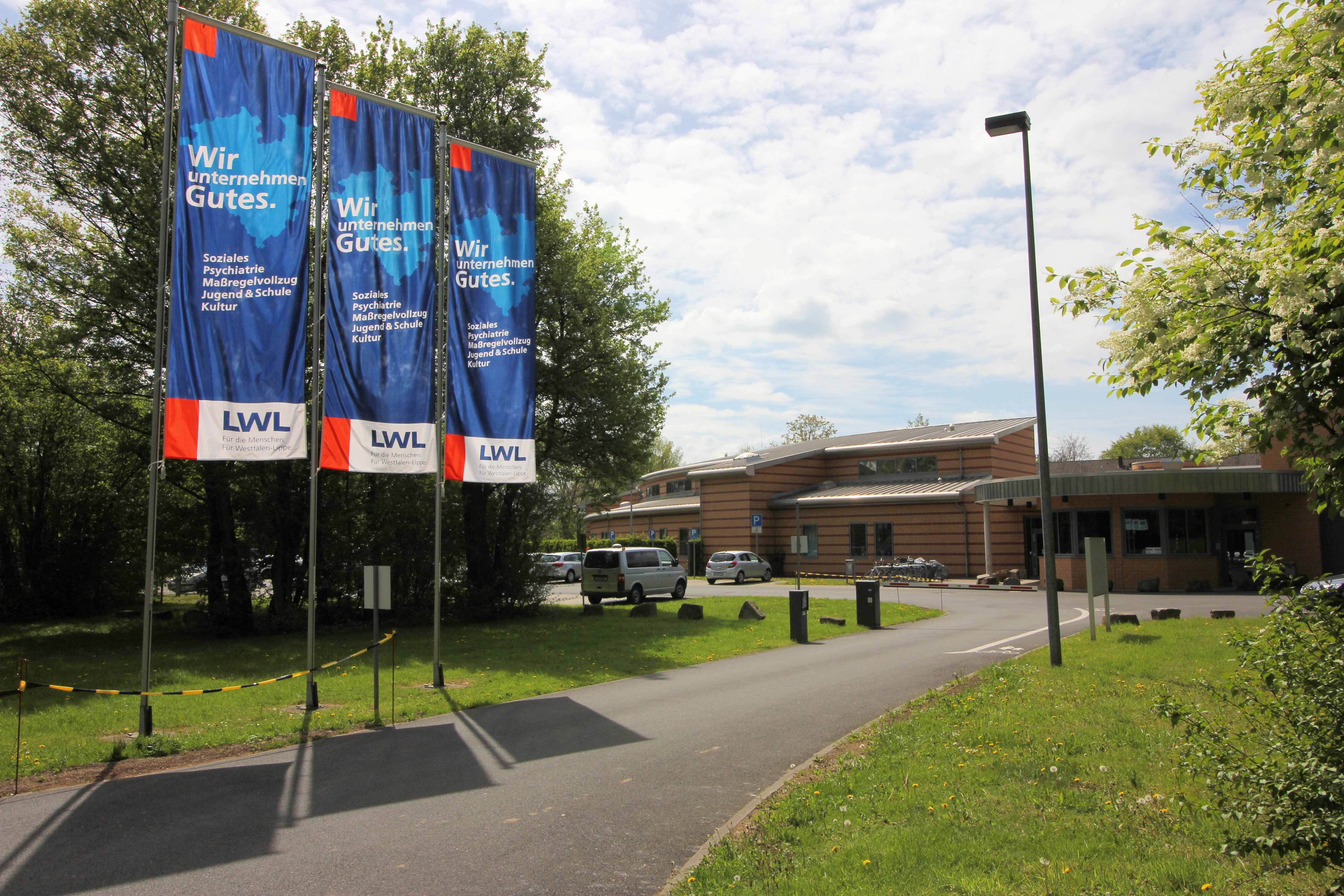
Wilfried-Rasch-Klinik

Die forensische Klinik Aplerbeck, die Wilfried-Rasch-Klinik, wurde am 13. Januar 2006 durch den nordrhein-westfälischen Gesundheitsminister Karl-Josef Laumann eingeweiht. Bezogen wurde sie am 26. Januar 2006 durch 49 psychisch kranke Straftäter aus der Klinik Eickelborn. Ausgelegt ist die Einrichtung für 54 Häftlinge. Seit September 2006 ist geplant, die Kapazität auf 62 Patienten zu erhöhen, um die Wirtschaftlichkeit der Einrichtung zu steigern. Diese Pläne sind bei Bevölkerung und Lokalpolitikern stark umstritten. Benannt wurde die Klinik nach dem 2000 verstorbenen Professor Wilfried Rasch, der sich für den Maßregelvollzug starkgemacht hat. Sie ist neben der LWL-Klinik Dortmund für Psychiatrie (Einrichtung 1890 beschlossen) und der Elisabeth-Klinik für Kinder- und Jugendpsychiatrie und -psychotherapie eine der psychiatrischen Einrichtungen in Aplerbeck.
An den Aplerbecker Marktplatz mit seinem regelmäßigen Wochenmarkt schließt sich der Park des Hauses Rodenberg an. Marktplatz und Ortskern wurden nach jahrelanger Großbaustelle für Kanalbauarbeiten und zur Renaturierung der Emscher neu gestaltet. Seit 2010 durchfließt die Emscher den Ortskern oberirdisch, in einem natürlich gestalteten Bachlauf. Lediglich eine kurze Kanalpassage zwischen der Einmündung des Nathebachs und dem Marktplatz blieb erhalten.
Seit Anfang der 1970er Jahre existiert im Aplerbecker Nordosten, nahe der Anschlussstelle Dortmund-Sölde zur B 1, das Gewerbegebiet Aplerbeck-Ost, das heute das größte Gewerbegebiet des Ortsteils ist und in welchem auch einige größere Einzelhändler angesiedelt sind. 1975 eröffnete das im Norden des Gewerbegebiets gelegene Einkaufszentrum, in welchem sich unter anderem nacheinander Filialen der SB-Warenhausketten Plaza, 1997/1998 Allkauf und schließlich zwischen 1998 und 2022 Real befanden. In dem Einkaufszentrum befindet sich heute Marktkauf Grubendorfer und ferner eine Filiale des Sportartikelhändlers Decathlon. Seit 1988 ist zudem ein Bauhaus-Baumarkt in dem Gewerbegebiet vertreten.

### Verkehr

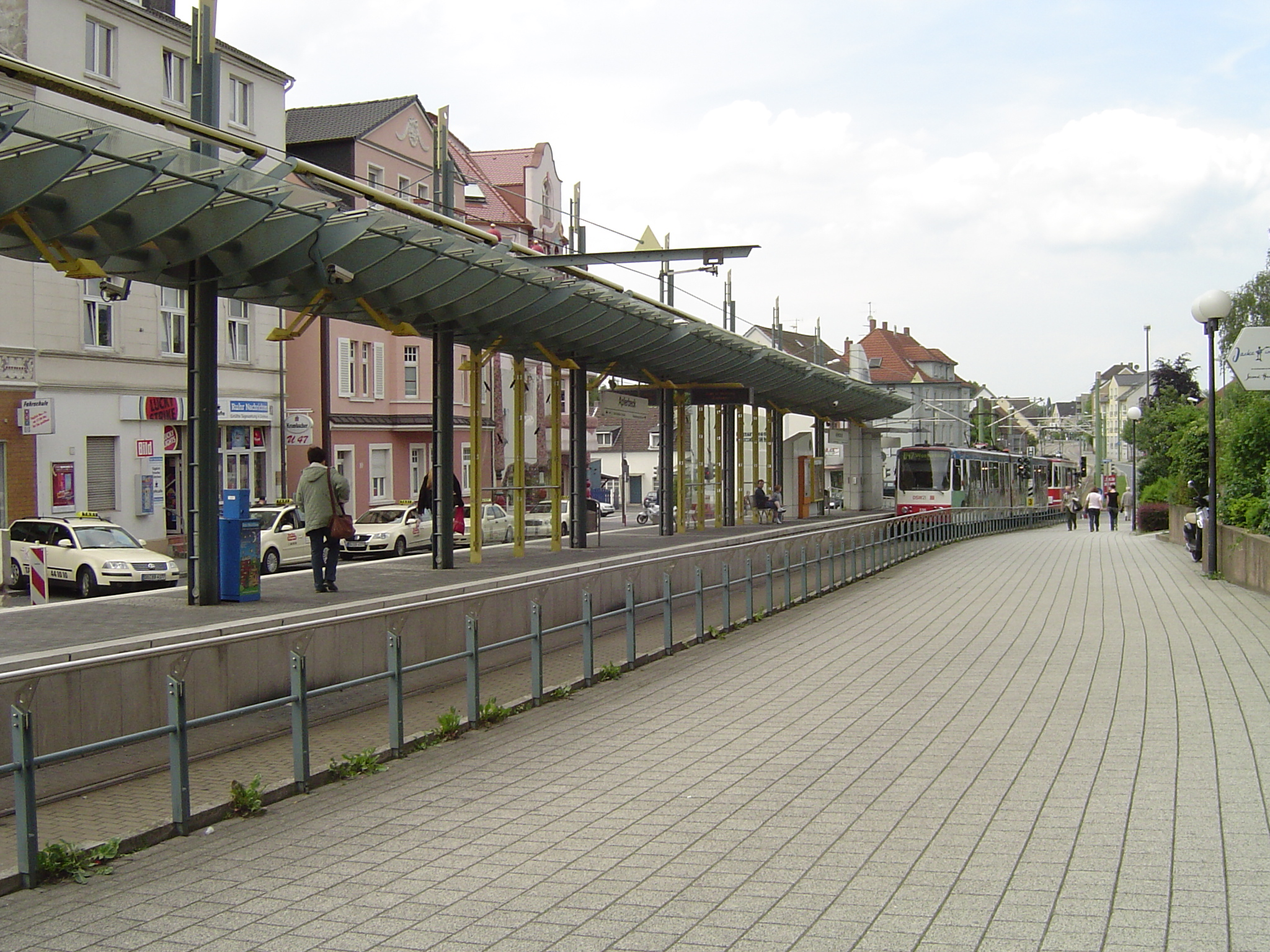
Endhaltestelle der U 47

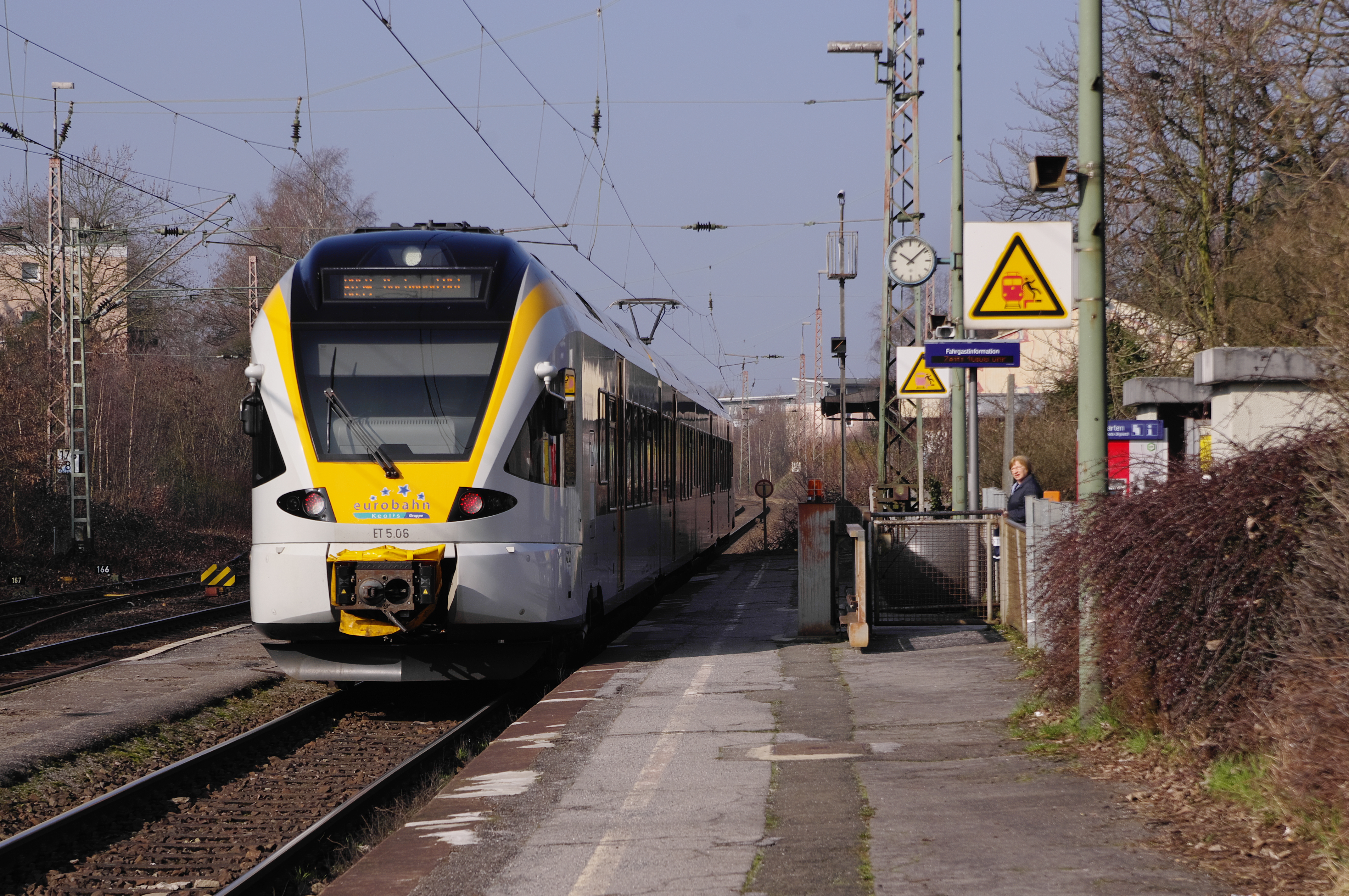
Triebwagen der Eurobahn im Bahnhof Do-Aplerbeck vor dem Umbau

Aplerbeck liegt verkehrsmäßig günstig im Dreieck der A 44 bzw. B 1 im Norden, B 236n im Westen/Südwesten und A 1 im Südosten. Wegen des stetig zunehmenden Straßenverkehrs wurde 2001 eine Umgehungsstraße („Nordumgehung“) fertiggestellt, die den Ortskern vom Durchgangsverkehr entlastet. Fast zeitgleich wurde an dieser Umgehungsstraße ein neues Einkaufszentrum errichtet, weshalb die Einzelhändler im Ortskern seitdem einen Kundenrückgang beklagen und einige traditionsreiche Geschäfte schließen mussten.
Im öffentlichen Nahverkehr ist Aplerbeck von der Stadtmitte Dortmunds mit der Stadtbahn U 47 zu erreichen. Die an Aplerbeck angrenzenden Ortsteile und Städte sind mit mehr als einem halben Dutzend Buslinien angebunden, dazu kommen vier Nachtexpress-Buslinien, die dann im Stundentakt verkehren.
Zwei Bahnhöfe der Deutschen Bahn erschließen Aplerbeck. Beide verloren nach dem Zweiten Weltkrieg ihre Empfangsgebäude. Nahe dem Ortskern befindet sich der 1855 durch die BME errichtete Bahnhof Dortmund-Aplerbeck an der Hellwegbahn Dortmund – Unna – Soest. Geplant ist mittelfristig die Verlegung in Richtung Osten, um eine bessere Verknüpfung mit dem ÖPNV zu erreichen. Im Süden des Ortsteils wurde 1912 der Haltepunkt Dortmund-Aplerbeck Süd errichtet, welcher heute durch die Ardey-Bahn Dortmund – Schwerte – Iserlohn bedient wird. Ende 2006 wurde diese Station instand gesetzt.
| Linie | Verlauf | Takt                                             |
| ----- | --- | ------------------------------------------------ |
| RB 53 | Ardey-Bahn: Dortmund Hbf – Dortmund Signal-Iduna-Park – Dortmund-Hörde – Dortmund-Aplerbeck Süd – Schwerte (Ruhr) – Schwerte-Ergste – Hennen – Kalthof (Kr Iserlohn) – Iserlohnerheide – Iserlohn Stand: Fahrplanwechsel Dezember 2023 | 30 min (werktags) 60 min (Wochenenden/Feiertage) |
| RB 59 | Hellweg-Bahn: Dortmund Hbf – Dortmund Signal-Iduna-Park – Dortmund-Hörde – Dortmund-Aplerbeck – Dortmund-Sölde – Holzwickede – Unna – Lünern – Hemmerde – Werl – Westönnen – Soest Stand: Fahrplanwechsel Dezember 2023                | 30 min (werktags) 60 min (sonn- und feiertags)   |

### Freizeit und Sport

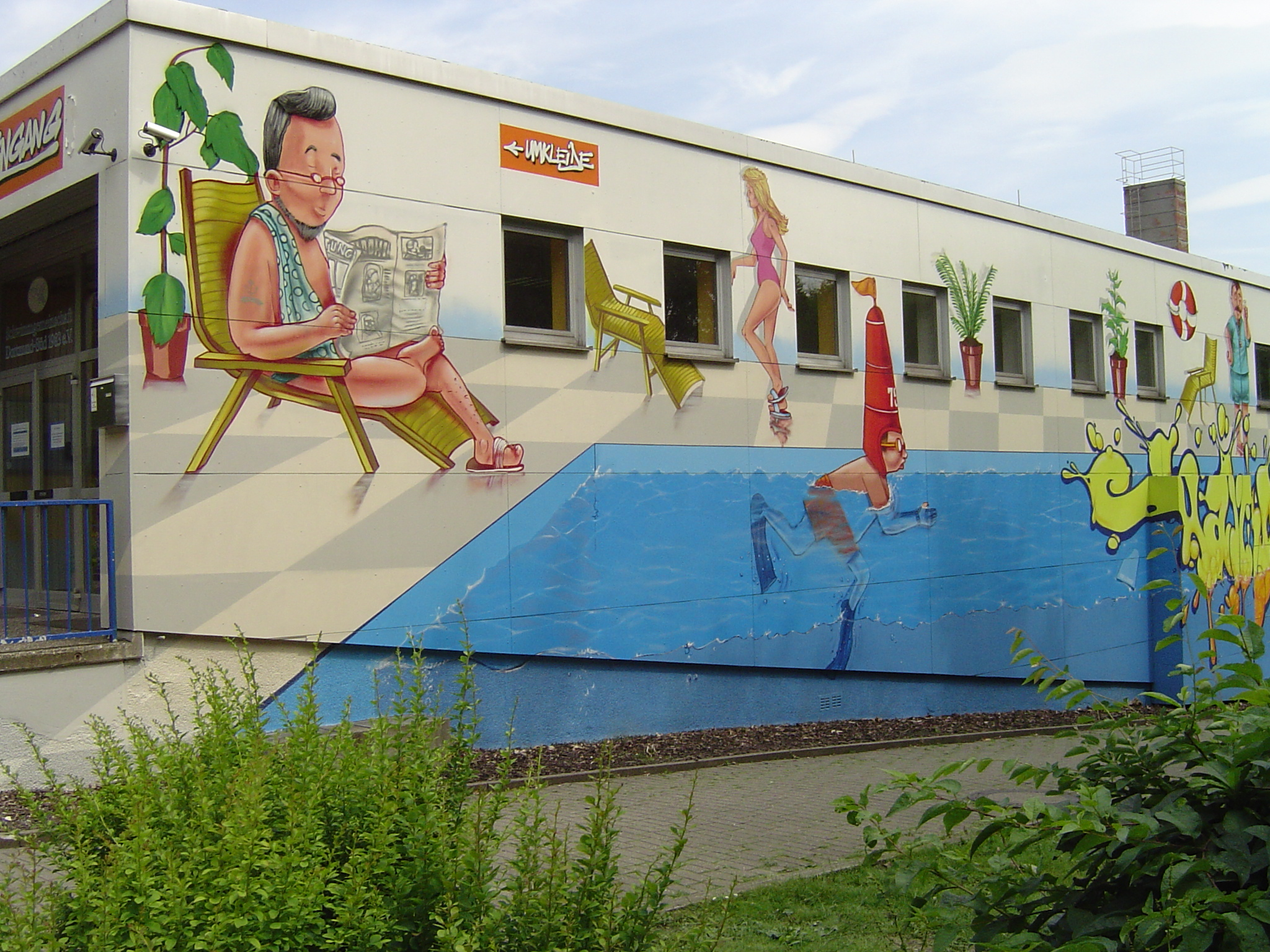
Fassade des Hallenbades

Aplerbeck ist Standort eines Bezirkshallenbades mit 25 Metern Bahn, Lehrschwimmbecken und Einmeterbrett. 2004 ging die Trägerschaft von der Stadt Dortmund an die Aplerbecker Schwimmvereine über, was eine drohende Schließung verhinderte. Durch die Umstellung auf ein Desinfektionsverfahren mittels Elektrolyse ist das Badewasser nunmehr ohne Chlorgas. 2006 wurde die Fassade neu gestrichen und aufwendig gestaltet. Umfassend saniert mit Mitteln aus dem Konjunkturpaket II ist das Schwimmbad Ende Januar 2011 wieder eröffnet worden.

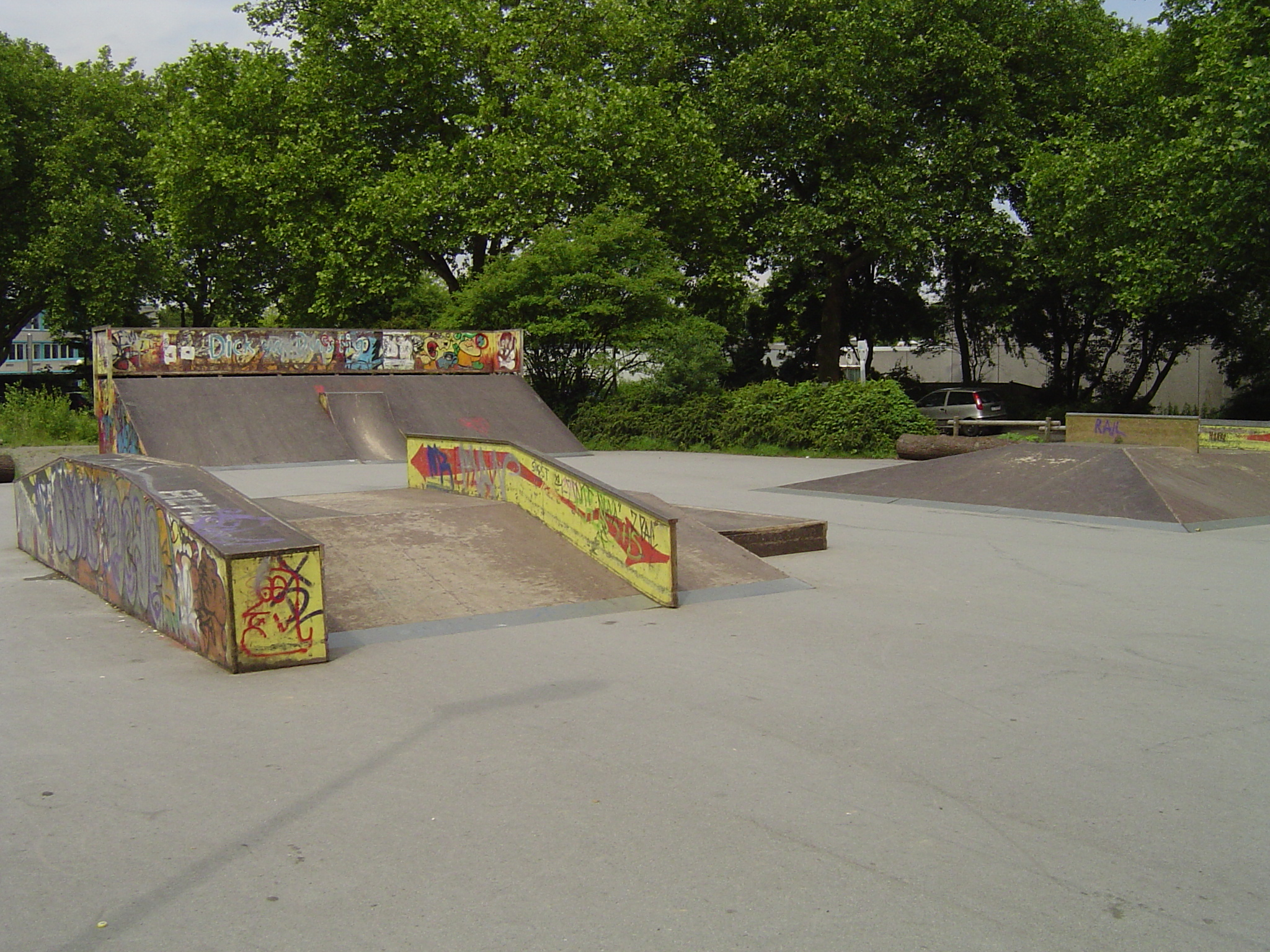
Skateranlage an der Schweizer Allee

Aplerbeck bietet weitere Sportangebote: Turnhallen, Sportplätze und Plätze für Trendsportarten wie Inlineskaten, Mountain-Bike-Fahren oder Beachvolleyball finden sich verteilt über den Stadtteil. Im angrenzenden Schwerter Wald sind weitläufige Jogging- und Walkingstrecken sowie Mountainbike- und Reitwege angelegt worden.
Der Sauerländische Gebirgsverein (SGV) unterhält einen offiziellen Rundwanderweg (13 km) um den Stadtteil herum. Er ist mit dem Zeichen  Ⓐ  und (alt:  ◯ ) ausgezeichnet und beginnt am Marktplatz vor dem Amtshaus Aplerbeck, führt vorbei an der Georgskirche über den Aplerbecker Mark und das Naturschutzgebiet Aplerbecker Wald zur Großen Kirche, an den Gebäuden der psychiatrischen Klinik und am Wasserschloss Haus Rodenberg entlang zurück zum Marktplatz. In dem Naturschutzgebiet Aplerbecker Wald befindet sich ein weiterer, kürzerer Rundwanderweg, der mit  A1  ausgezeichnet ist.

### Vereine
Im Sport- und Freizeitbereich zeichnet sich Aplerbeck durch eine große Vereinsvielfalt aus. Neben vielfältigen Sportvereinen gibt es u. a. Gartenbau-, Gesellschafts-, Gesang-, Tierzucht-, Schützen-, Imker-, Geschichts-, Kultur- und Musikvereine. Entwickelt hat sich diese Vielfalt im 19. und 20. Jahrhundert. Durch die Bevölkerungsexplosion der beginnenden Industrialisierung konnten sich „nachbarschaftliche“ Vereinigungen nicht länger halten, und kleinere und räumlich beschränkte Gemeinschaften wurden gegründet. Vor allem für die Arbeiterschaft waren die dadurch entstandenen neuen persönlichen Netzwerke wichtig. Heute treffen sich diese Vereine alljährlich im Herbst für ein Wochenende auf dem Marktplatz und der mittlerweile verkehrsberuhigten Hauptstraße zum Aplerbecker Apfelfest.

### Seniorenheime und Seniorenwohnanlagen
In den letzten Jahren wurden für Senioren ein Heim sowie drei Wohnanlagen erbaut. Die Seniorenwohnanlagen mit Einrichtungen für betreutes Wohnen befinden sich direkt im Ortskern bzw. am Park des Hauses Rodenberg, das Seniorenheim wurde im Bereich „Neu Aplerbeck“ nördlich des Ortskerns errichtet. Eine weitere Anlage, das „Pflegewohnstift Rodenbergtor“, wurde Anfang 2008 am östlichen Ende der Umgehungsstraße vor der Großen Kirche zusammen mit dem neu geschaffenen Ewaldipark eröffnet. Des Weiteren gibt es das Caritas-Altenheim „St. Ewaldi“ an der Weiße-Ewald-Straße.

### Friedhöfe

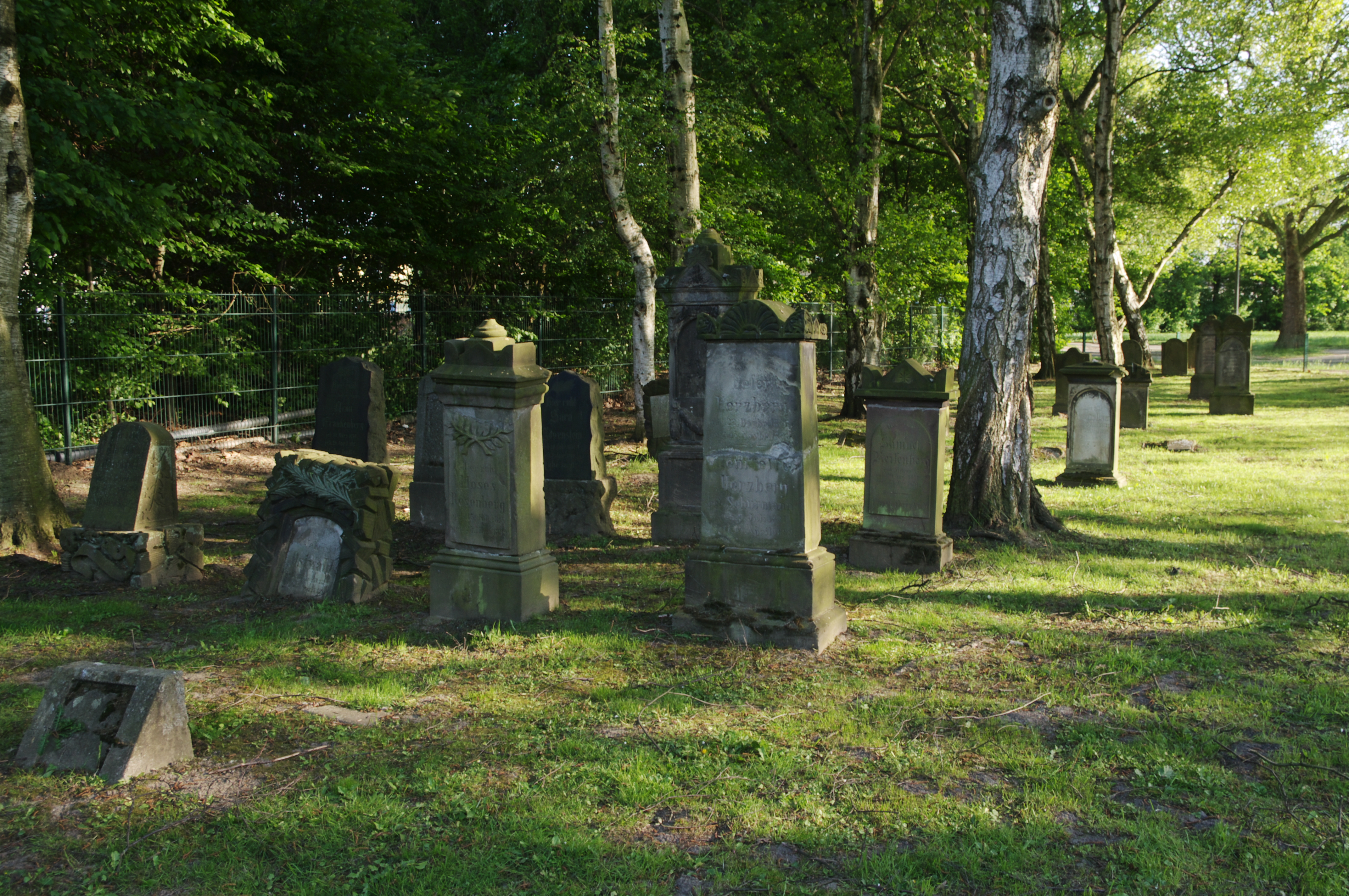
Alter Jüdischer Friedhof an der Schweizer Allee

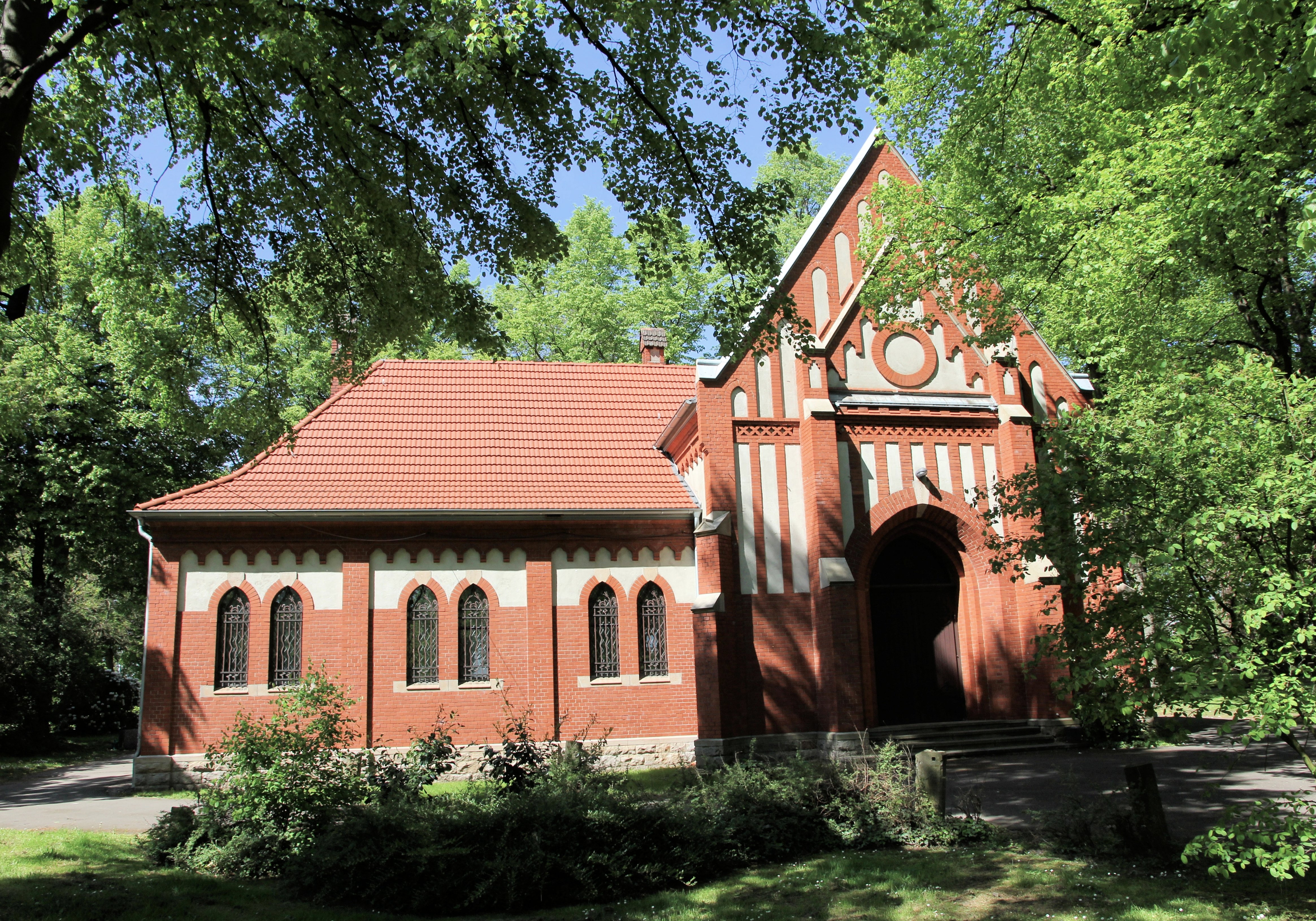
Historische Trauerhalle auf dem Kommunalfriedhof

Bestattungen wurden bis 1848 auf dem Friedhof direkt an der Georgskirche im Ortskern durchgeführt. Erhalten geblieben sind Grabsteine aus dem 16. bis 19. Jahrhundert. Da dieser Friedhof mit Beginn der Industrialisierung zu klein wurde, errichtete die Gemeinde 1846 den Kommunalfriedhof Aplerbeck. Nordöstlich des Ortskerns befinden sich auf der östlichen Seite der Aplerbecker Straße der Evangelische und auf der westlichen Seite der Katholische Friedhof Aplerbeck. Diese Friedhöfe wurden Ende des 19. Jahrhunderts mit dem Neubau der evangelischen Großen Kirche sowie der Gründung der katholischen Gemeinde angelegt. Auch diese Friedhöfe werden bis heute belegt.
An der Schweizer Allee befindet sich der Alte Jüdische Friedhof. Über seine Eröffnung liegen keine gesicherten Daten vor. Ein vorwiegend hebräisch beschrifteter Stein trägt das Datum 11. Februar 1855. Im Jahre 1926 wurde dieser Friedhof geschlossen.

## Persönlichkeiten

### Söhne und Töchter Aplerbecks
- Karl-Heinz Bölling (* 1947), Hörspielautor
- Wilhelm Canaris (1887–1945), Admiral und Chef des Amtes Ausland/Abwehr im Oberkommando der Wehrmacht, wurde in Aplerbeck geboren, wuchs jedoch in Duisburg auf. Er wurde als Mitverschwörer des Attentats vom 20. Juli 1944 hingerichtet.
- Gerhard August Fischer (1833–1906), Architekt.
- Anton Kalt (1903–1975), Widerstandskämpfer, inhaftiert im KZ Esterwegen, erster Ortsbürgermeister nach dem Zweiten Weltkrieg und Schriftsteller.
- Paul Graebner (1871–1933), Botaniker.
- Otto Leunenschloß (1883–1960), Arzt und Bibliothekar.
- Emil von Rappard (1863–1914), Major der Schutztruppe in Deutsch-Südwestafrika.
- Erich Riecke (1906–1992), Politiker (CDU), Mitglied des Rates der Stadt Dortmund und stellvertretender Oberbürgermeister von 1964 bis 1969.
- Adolf Schulte, Sonderschulpädagoge, Ehrenvorsitzender des Landesverbandes Westfalen im Verband Deutscher Sonderschulen.
- Adolf Sternheim (1871–1950), Philanthrop und Opfer des Nationalsozialismus.
- Fritz Stricker (1897–1949), Politiker der Zentrumspartei.
- Heinz Eberhard Strüning (1896–1986), Maler, Grafiker und Pastellzeichner.
- Karl Zahn (1806–1882), Politiker, von 1847 an Bürgermeister und von 1859 bis 1871 erster Oberbürgermeister der Stadt Dortmund; 1871 zum Ehrenbürger ernannt.

### Persönlichkeiten, die vor Ort gewirkt haben
- Franz Pokorny (1874–1923), Politiker (SPD), Abgeordneter der Weimarer Nationalversammlung.
- Wilhelm Stricker (1874–1927), erster Amtsbaumeister des Amtes Aplerbeck von 1903/04 bis 1920.
- Rudi Wagener (1899–1963), deutscher Schwergewichtsboxer.

## Rezeption
Dieter Hallervorden verfasste einen Song mit dem Titel Asphaltcowboy: „Ich bin der Asphaltcowboy von Dortmund-Aplerbeck, hier fühl’ ich mich zuhaus, hier will ich nicht mehr weg.“
Udo Lindenberg erwähnte den Stadtteil in seinem Song Cowboy: „Eigentlich bin ich aus Dortmund-Applerbeck, ich war Steiger in der Zeche ‘Glückunter’, doch ich wollte hoch hinaus und dann bin ich da weg …“.